# Ditmar Award
Der Ditmar Award ist ein australischer Literaturpreis, der seit 1969 für Werke aus den Bereichen Science-Fiction, Fantasy und Horror verliehen wird. Er gilt als der renommierteste australische Preis in diesen Genres. Er wird jährlich bei der Australian National Science Fiction Convention (NatCon) verliehen.
Der Name des gelegentlich auch Australian Science Fiction Achievement Award genannten Preises geht auf den SF-Fan und -Künstler Dick Jenssen zurück, der 1982 erklärte, er würde den Preis finanzieren, wenn er „Ditmar Award“ genannt würde. Auf die Frage, was denn ein „Ditmar“ sei, soll er geantwortet haben, das stünde für „Digital Integrating and Tabulating Mechanism for the Advancement of Research“. Tatsächlich ist Ditmar einer der Vornamen von Jenssen.
Seit 1976 wird für Besprechungen und kritische Arbeiten der William Atheling Jr. Award verliehen.

## Preisträger und Nominierungen

### 1969: Eighth Australian Science Fiction Convention, Melbourne
Best Australian Science Fiction of any length, or collection
- Pacific Book Of Australian SF, John Baxter
- False Fatherland, A. Bertram Chandler
- Final Flower, Stephen Cook

Best International Science Fiction of any length, or collection
- An Age, Brian Aldiss
- Camp Concentration, Thomas M. Disch
- The Ring of Ritornel, Charles Harness

Best Contemporary Writer of Science Fiction
- Brian Aldiss
- R.A. Lafferty
- Samuel R. Delany
- Roger Zelazny

Best Australian Amateur Science Fiction Publication or Fanzine
- Australian Science Fiction Review, John Bangsund
- The Mentor, Ronald L Clarke
- Rataplan, Leigh Edmonds

### 1970: Ninth Australian Science Fiction Convention, Melbourne
Best Australian Science Fiction
- Dancing Gerontius, Lee Harding
- Anchor Man, Jack Wodhams
- Split Personality, Jack Wodhams
- The Kinsolving's Planet Irregulars, A. Bertram Chandler

Best International Publication
- Amazing Stories
- Vision of Tomorrow

Best International Fiction
- The Left Hand of Darkness, Ursula K. Le Guin
- Cosmicomics, Italo Calvino

Best Australian Fanzine
- S.F. Commentary, Bruce Gillespie
- The Journal of Omphalistic Epistemology, John Foyster

### 1971: Tenth Australian Science Fiction Convention, Melbourne
Best Australian SF
- After Ragnarok, Robert Bowden
- The Bitter Pill, A. Bertram Chandler
- Squat, David Rome

Best International Fiction
(nicht vergeben)
- Time and the Hunter, Italo Calvino
- The Region Between, Harlan Ellison
- Tower Of Glass, Robert Silverberg

Best Australian Fanzine
- S.F. Commentary, Bruce Gillespie
- The Somerset Gazette, Noel Kerr
- The New Forerunner, Gary Mason

Special Awards
- SF in the Cinema, John Baxter
- Vision of Tomorrow, Ron Graham

### 1972: Syncon 2, Sydney
Best Australian Fiction
- What You Know, A. Bertram Chandler
- The Fallen Spaceman, Lee Harding
- The Immortal, Olaf Ruhen
- The Man Of Slow Feeling, Michael Wilding
- The Authentic Touch, Jack Wodhams

Best International Fiction
- To Your Scattered Bodies Go, Philip José Farmer
- Continued On the Next Rock, R.A. Lafferty
- The Lathe Of Heaven, Ursula K. Le Guin
- Ringworld, Larry Niven
- A Time Of Changes, Robert Silverberg

Best Australian Fanzine
- Scythrop, John Bangsund
- The Mentor, Ron L. Clarke
- The Fanarchist, David Grigg
- Chao, John Alderson
- S.F. Commentary, Bruce Gillespie

### 1973: Advention 2, Adelaide
Best Australian Fiction
- The Hard Way Up, A. Bertram Chandler
- Let it Ring, John Ossian (John Foyster)
- Gone Fishing, David Rome
- Budnip, Jack Wodhams

Best International Fiction
- The Gods Themselves, Isaac Asimov
- The Gorgon Festival, John Boyd
- The IQ Merchant, John Boyd
- Dying Inside, Robert Silverberg

Best Dramatic Presentation
- Aussiefan
- A Clockwork Orange
- Slaughterhouse Five
- Tales From The Crypt

Best Australian Fanzine
- Chao, John Alderson
- Gegenschein, Eric Lindsay
- Rataplan, Leigh Edmonds
- S.F. Commentary, Bruce Gillespie

### 1974: Ozcon, Melbourne
(nicht vergeben)

### 1975: Syncon '75, Sydney
Best Australian SF
- The Bitter Pill, A. Bertram Chandler
- The Soft Kill, Colin Free
- The Ark of James Carlyle, Cherry Wilder

Best International Fiction
- Protector, Larry Niven
- The Dispossessed, Ursula K. Le Guin
- Frankenstein Unbound, Brian Aldiss

Best Australian Fanzine
- Osiris, Del & Dennis Stocks
- Forerunner, Sue Clarke
- Fanew Sletter, Leigh Edmonds
- Chao, John Alderson
- Gegenschein, Eric Lindsay

### 1976: Bofcon, Melbourne
Best Australian Fiction
- The Big Black Mark, A. Bertram Chandler
- Way Out West, Cherry Wilder
- The Frozen Sky, Lee Harding (Nominierung zurückgezogen, da 1976 erschienen)

Best International Fiction
- The Indian Giver, Alfred Bester
- The Shockwave Rider, John Brunner
- The Forever War, Joe Haldeman
- Inferno, Larry Niven & Jerry Pournelle
- Down to a Sunless Sea, Cordwainer Smith

Best Australian Fanzine
- Chao, John Alderson
- Fanew Sletter, Leigh Edmonds
- Mad Dan's Review, Marc Ortlieb
- Osiris, Del & Dennis Stocks
- Interstellar Ramjet Scoop, Bill Wright

William Atheling Jr Award
- Algis Budrys, Foundation & Asimov
- James Gunn, Alternative Worlds
- David Ketterer, New Worlds For Old
- George Turner, Paradigm and Pattern; Form and Meaning in The Dispossessed
- George Turner, Philip Dick by 1975

### 1977: A-Con 7, Adelaide
Best Australian Science Fiction
- The Ins and Outs of the Hadhya City State, Phillipa Maddern
- Kelly Country, A. Bertram Chandler
- Future Sanctuary, Lee Harding
- Walkers on the Sky, David Lake

Best International Fiction
- A World Out of Time, Larry Niven
- The Space Machine, Chris Priest
- The Hand of Oberon, Roger Zelazny
- Piper at the Gates of Dawn, Richard Cowper

Best Australian Fanzine
- S.F. Commentary, Bruce Gillespie
- Mad Dan's Review, Marc Ortlieb
- Enigma, Van Ikin
- South of Harad, East of Rhun, Jon Noble

William Atheling Jr Award
- George Turner, Theme as an Element of Fiction
- George Turner, The Jonah Kit
- George Turner & Peter Nicholls, Plumbers of the Cosmos

Special committee award
- The Ins and Outs of the Hadhya City State, Phillipa Maddern

### 1978: Unicon IV, Melbourne
Australian Science Fiction, Best Novel
- The Right Hand of Dextra, David Lake
- The Wildings of Westron, David Lake
- The Weeping Sky, Lee Harding
- The Luck of Brins Five, Cherry Wilder

Australian Science Fiction, Best Short Fiction
- Albert's Bellyful, Francis Payne (Yggdrasil, Feb '77)
- Ignorant of Magic, Phillipa C. Maddern (View From The Edge)
- The Two Body Problem, Bruce Barnes (View From The Edge)
- The Long Fall, A. Bertram Chandler (Amazing, Juli '77)

Best International Fiction
- In the Hall Of the Martian Kings, John Varley, F&SF, Feb '77
- The Silmarillion, J. R. R. Tolkien (Allen & Unwin)
- Our Lady Of Darkness, (aka The Pale Brown Thing) Fritz Leiber, (Berkeley Putnam/F&SF, Jan Februar 77)
- A Dream of Wessex, Chris Priest (Faber)
- The House of Compassionate Sharers, Michael Bishop (Cosmos No 1)
- The Silver in the Tree, Susan Cooper (Chatto & Windus)
- Gateway, Frederik Pohl (Gollancz or Ballantine)

Best Amateur Australian Publication (Fanzine)
- Yggdrasil, Dennis Callegari & Alan Wilson
- Enigma, Van Ikin
- Minardor, Marc Ortlieb
- Fanew Sletter, Leigh Edmonds
- Epsilon Eridani Express, Neville J. Angove

William Atheling Jr Award
- George Turner, The Martial Art of SF Criticism, Yggdrasil, Februar, Mai & August 1977
- Andrew Whitmore, The Novels of D.G. Compton, SF Commentary, No 52.
- Robert Scholes & Eric S. Rabkin, Science Fiction: History Science Vision, O.U.P
- George Turner, The Silverberg Phenomenon, SF Commentary, No 51
- Van Ikin, Rezension von Going

### 1979: Syncon '79, Sydney
Best Australian Fiction
- To Keep The Ship, A. Bertram Chandler (DAW)
- Beloved Son, George Turner (Faber)
- Play Little Victims, Kenneth Cook (Pergamon Press)
- Pie Row Joe, Kevin McKay, Rooms of Paradise (Quartet)

Best International Fiction
- The Far Call, Gordon R. Dickson (Quantum)
- Dreamsnake, Vonda McIntyre (Houghton & Mifflin)
- Stardance II, Spider und Jeanne Robinson, Analog, Sept to November 1978
- The Persistence of Vision, John Varley, F&SF, März 1978
- The White Dragon, Anne McCaffrey

Best Australian Fanzine
- Forerunner, Jack R. Herman
- Yggdrasil, Dennis Callegari & Alan Wilson
- Scytale, Peter Toluzzi
- The Epsilon Eridani Express, Neville J. Angove
- Chunder!, John Foyster

Best Australian Fanwriter
- Leanne Frahm
- John Bangsund
- Marc Ortlieb
- Anthony Peacy
- Eric Lindsay
- John Foyster

William Atheling Jr Award
- Susan Wood, Women and Science Fiction, Algol 33, 1978
- John Bangsund, Parergon Papers 10, ANZAPA, Oktober 1978
- John McPharlin, On The Ebb Tide of the New Wave, Auto Delerium, März 1978
- Lloyd Biggle, jr., The Morasses of Academe Revisited, Analog, September 1978

### 1980: Swancon 5, Perth
Australian Fiction
- Moon in the Ground, Keith Antill
- Displaced Person, Lee Harding
- Australian Gnomes, Robert Ingpen
- One Clay Foot, Jack Wodhams

Best International Fiction
- The Hitch-Hiker's Guide to the Galaxy, Douglas Adams
- Castle Roogna, Piers Anthony
- The Flight of Dragons, Peter Dickinson
- Dragondrums, Anne McCaffrey
- Titan, John Varley

Best Australian Fanzine
- Bionic Rabbit, Damian Brennan
- The Wasffan, Roy Ferguson
- Chunder, John Foyster
- S.F. Commentary, Bruce Gillespie
- Forerunner, Jack Herman

Best Australian Fanwriter
- Damian Brennan
- Roy Ferguson
- Leanne Frahm
- Jack R. Herman
- Marc Ortlieb

Australian Fantasy/SF Artist
- Bevan Casey
- Chris Johnston
- Rob McGough
- John Packer
- Marilyn Pride
- Jane Taubman

William Atheling Jr Award
- Terry Dowling, The Art of Xenography, Science Fiction 3
- Bruce Gillespie, The Man Who Filled the Void & By Our Fruits, S.F. Commentary 55/56
- Jack R. Herman, Paradox as Paradigm: A Review of The Chronicles of Thomas Covenant the Unbeliever, Forerunner, Mai
- George Turner, Delany: A Victim of the Great Applause, Yggdrasil 3/79

### 1981: Advention '81, Adelaide
Best Australian Novel
- The Dreaming Dragons, Damien Broderick
- Breathing Space Only, Wynne Whiteford
- Looking for Blucher, Jack Wodhams
- The Fourth Hemisphere, David Lake

Best Australian Short Fiction
- Deus Ex Corporus, Leanne Frahm
- The Pastseer, Phillipa Maddern
- Passage to Earth, Leanne Frahm
- Horg, Jay Hoffman

Best International Fiction
- Mockingbird, Walter Tevis
- The Snow Queen, Joan D. Vinge
- Timescape, Gregory Benford
- The Wounded Land, Stephen R. Donaldson

Best Australian Fanzine
- Australian Science Fiction News, Mervyn R. Binns
- Q36, Marc Ortlieb
- Chunder, John Foyster
- S.F. Commentary, Bruce Gillespie

Best Australian Fanwriter
- Leigh Edmonds
- Leanne Frahm
- David Grigg
- Marc Ortlieb

Best Australian SF or Fantasy Artist
- John Packer
- Marilyn Pride
- Jane Taubman
- Julie Vaux

William Atheling Jr Award
- Algis Budrys, Charting Paradise
- Christopher Priest, Outside the Whale
- John Sladek, Four Reasons for Reading Thomas M. Disch
- George Turner, Frederik Pohl as a Creator of Future Societies, und Samuel Delany: Victim of Great Applause

### 1982: Tschaicon, Melbourne
(Tschaicon war die erste und einzige Australasian Science Fiction Convention, dementsprechend erscheint in den Kategorien durchgängig Australasian an Stelle von Australian)
Best Long Australasian Science Fiction or Fantasy
- The Anarch Lords, A. Bertram Chandler
- Bard, Keith Taylor
- Behind the Wind, Patricia Wrightson
- City of Women, David Ireland
- The Man Who Loved Morlocks, David Lake

Best Short Australasian Science Fiction or Fantasy
- Armstrong, Jack Wodhams
- Tales of Mirric, Elizabeth Travers
- Where Silence Rules, Keith Taylor

Best International Fiction
- The Affirmation, Chris Priest
- The Claw of the Conciliator, Gene Wolfe
- Radix, A. A. Attanasio
- The Sirian Experiments, Doris Lessing

Best Australasian Fanzine
- Australian SF News, Mervyn R. Binns
- Q36, Marc Ortlieb
- S.F. Commentary, Bruce Gillespie
- Thyme, Andrew Brown und Irwin Hirsh
- Weberwoman's Wrevenge, Jean Weber

Best Australasian Fanwriter
- Leigh Edmonds
- Judith Hanna
- Eric B. Lindsay
- Marc Ortlieb

Best Australasian SF or Fantasy Artist
- Steph Campbell
- Chris Johnston
- John Packer
- Marilyn Pride

William Atheling Jr Award
- Damien Broderick, The Lately Great Alfred Bester, S.F. Commentary 62/66
- Thomas Disch, The Labor Day Group F&SF, Februar 1981
- Bruce Gillespie, Sing a Song of Daniel, S.F. Commentary 62/66

### 1983: Syncon '83, Sydney
Best Australian Science Fiction or Fantasy
- The Ones Who Walk Away Behind the Eyes, Terry Dowling, Omega, Mai 1982
- The Lances of Nengesdul, Keith Taylor
- Vaneglory, George Turner

Best International Fiction
- No Enemy But Time, Michael Bishop
- The One Tree, Stephen R. Donaldson
- Ridley Walker, Russell Hoban
- Roderick, John Sladek

Best Australian Fanzine
- Ornithopter, Leigh Edmonds
- Q36, Marc Ortlieb
- Science Fiction, Van Ikin
- Thyme, Andrew Brown, Irwin Hirsh, Roger Weddall
- Weberwoman's Wrevenge, Jean Weber

Best Australian Fanwriter
- Terry Dowling
- Leigh Edmonds
- Marc Ortlieb

Best Australian SF or Fantasy Artist
- Kerrie Hanlon
- Chris Johnston
- Marilyn Pride
- Nick Stathopoulos

Best Australian SF or Fantasy Cartoonist
- Terry Frost
- Michael McGann
- John Packer
- Jane Taubman
- Julie Vaux

Best Australian SF or Fantasy Editor
- Neville Angove
- Mervyn Binns
- Ron L. Clarke
- Paul Collins
- Van Ikin
- Norstrilia Press – Rob Gerrand, Bruce Gillespie & Carey Handfield

William Atheling Jr Award
- Terry Dowling, Kirth Gersen: The Other Demon Prince, Science Fiction 11
- Terry Dowling, The Lever of Life: Winning and Losing in the Fiction of Cordwainer Smith, Science Fiction 10
- Bruce Gillespie, S.F. Commentary, The First Year

Special Award
- Robin Johnson, für seinen Beitrag zum Fandom

### 1984: Eurekacon, Melbourne
Best Australian Long Science Fiction or Fantasy
- The Tempting of the Witchking, Russell Blackford (Cory & Collins)
- The Judas Mandala, Damien Broderick (Timescape)
- Valencies, Damien Broderick & Rory Barnes (UQP)
- Kelly Country, A. Bertram Chandler (Penguin)
- Yesterday's Men, George Turner, (Faber)
- Thor's Hammer, Wynne Whiteford (Cory & Collins)

Best Australian Short Science Fiction or Fantasy
- Crystal Soldier, Russell Blackford
- Life the Solitude, Kevin McKay
- Land Deal, Gerald Murnane
- Above Atlas His Shoulders, Andrew Whitmore

Best International Fiction
(nicht vergeben)
- The Birth of the People's Republic of Antarctica, John Calvin Batchelor (Dial Press)
- The Tempting of the Witchking, Russell Blackford (Cory and Collins)
- Dr Who (BBC)
- Pilgerman, Russell Hoban (Jonathan Cape)
- Yesterday's Men, George Turner (Faber)
- Thor's Hammer, Wynne Whiteford (Cory & Collins)

Best Australian Fanzine
- Australian Science Fiction News, Mervyn R. Binns
- Rataplan/Ornithopter, Leigh Edmonds
- Science Fiction, Van Ikin
- Thyme, Roger Weddall
- Wahf-full, Jack Herman

Best Australian Fanwriter
- Leigh Edmonds
- Terry Frost
- Jack Herman
- Seth Lockwood

Best Australian SF or Fantasy Artist
- Neville Bain
- Steph Campbell
- Michal Dutkiewicz
- Chris Johnston
- Nick Stathopoulos

Best Australian SF or Fantasy Cartoonist
- Bill Flowers
- Terry Frost
- Craig Hilton
- Michael McGann
- John Packer
- Clint Strickland

Best Australian SF or Fantasy Editor
- Paul Collins
- Van Ikin
- David King
- Norstrilia Press – Rob Gerrand, Bruce Gillespie & Carey Handfield

William Atheling Jr Award
(nicht vergeben)

### 1985: Advention '85, Adelaide
Best Australian Novel
- Beast of Heaven, Victor Kelleher
- The Last Amazon, A. Bertram Chandler
- The Wild Ones, A. Bertram Chandler
- Suburbs of Hell, Randolph Stow

Best Australian Short Fiction
- Terrarium, Terry Dowling, Omega, Mai/Juni 1984
- The Maze Man, Terry Dowling, Men's Journal, Summer 1984
- Resurrection, Damien Broderick, IASFM, August 1984
- Three Star Trek, Ron Ferguson, Omega, September/Oktober 1984

Best International Fiction
- Neuromancer, William Gibson (Ace)
- The Final Encyclopedia, Gordon R. Dickson (Tor)
- Native Tongues, Suzette Haden Elgin, (DAW)
- Damiano's Lute, R. A. MacAvoy (Bantam)

Best Australian Fanzine
- Australian SF News, Merv Binns
- The Mentor, Ron L. Clarke
- Rataplan, Leigh Edmonds
- Science Fiction, Van Ikin

Best Australian Fanwriter
- Leigh Edmonds
- David Grigg
- Leanne Frahm
- Yvonne Rousseau

Best Australian SF or Fantasy Artist, Cartoonist or Illustrator
- Nick Stathopoulos
- Craig Hilton
- Kerrie Hanlon
- Peter Reading

Best Australian SF or Fantasy Editor
- Paul Collins
- Van Ikin
- Philip Gore
- Bruce Gillespie

Best Australian SF or Fantasy Dramatic Presentation
- Boiling Frog, Stage play with productions in Adelaide & Sydney
- Beach Blanket Tempest, Rock Fantasy stage musical (Half Moon Production)
- Iceman, Fred Schepisi, Regie
- Iceman, Bruce Smeaton, Musik
- Thief of Sydney, Animationskurzfilm
- Kindred Spirits, ABC Fernsehfilm

William Atheling Jr Award
- George Turner, In The Heart or in the Head
- John Foyster, Artikel über George Turner, ASFN 1984
- Damien Broderick, SF Reviews, The Age, 1984
- John Baxter, SF Reviews, The Australian, 1984

### 1986: Swancon XI, Perth
Best Australian Science Fiction Novel
- Landscape With Landscapes, Gerald Murnane (Norstrilia)
- Illywacker, Peter Carey (UQP)
- Changelings of Cha'an, David Lake (Hyland House)
- Transing Syndrome, Kurt von Trojan (Rigby)

Best Australian Short Fiction
- The Twist of Fate, David Grigg, Urban Fantasies
- Glass Reptile Breakout, Russell Blackford, Strange Attractors
- Montage, Lucy Sussex, Urban Fantasies
- The Fittest, George Turner, Urban Fantasies
- Lipton Village Society, Lucy Sussex, Strange Attractors
- The Bullet That Grows in the Gun, Terry Dowling, Urban Fantasies

Best International Fiction
- Devil in a Forest, Gene Wolfe (Granada)
- Tik-Tok, John Sladek (Corgi)
- Free Live Free, Gene Wolfe (Gollancz)
- Peace, Gene Wolfe (Chatto)
- Compass Rose, Ursula K. Le Guin (Bantam, auch Underwood & Miller und Harper and Row)
- Elleander Morning, Jerry Yulsman (Orbit/Futura)

Best Australian Fanzine
- The Notional, Leigh Edmonds
- The Metaphysical Review, Bruce Gillespie
- Thyme, Roger Weddall & Peter Burns
- Tigger, Marc Ortlieb
- Sikander, Irwin Hirsh

Best Australian Fanwriter
- Bruce Gillespie
- Damien Broderick
- Leigh Edmonds
- Yvonne Rousseau
- Marc Ortlieb

Best Australian SF or Fantasy Artist
- Lewis Morley
- John Packer
- Betty deGabrielle
- Nick Stathopoulos
- Marilyn Pride
- Craig Hilton

William Atheling Jr Award
- Norman Talbot
- Russell Blackford
- George Turner, Neuromancer et al.
- Yvonne Rousseau

### 1987: Capcon, Canberra
Best Australian Science Fiction or Fantasy Novel
- Bard III: The Wild Sea, Keith Taylor (Ace)
- Oasis, Patrick Urth, Aphelion 1-4
- Taronga, Victor Kelleher (Viking Kestrel)
- The Black Grail, Damien Broderick (Avon)
- Adventures Of Christian Rosy Cross, David Foster (Penguin)

Best Australian Science Fiction or Fantasy Short Fiction
- Shut the Door When You Go Out, George Turner, Aphelion 4
- The Man Who Lost Red, Terry Dowling
- Time of the Star, Terry Dowling, Aphelion 3
- A Dragon Between His Fingers, Terry Dowling, Omega, Mai/Juni
- For the Man Who Has Everything, Chris Simmons, Aphelion 1

Best Australian Fanzine
- The Space Wastrel, Mark Loney, Michelle Muijsert, Julian Warner
- Motional, Anonymous
- Larrikin, Irwin Hirsh & Perry Middlemiss
- Metaphysical Review, Bruce Gillespie
- Thyme, Roger Weddall und Peter Burns

Best Australian SF or Fantasy Artist
- Craig Hilton
- Nick Stathopoulos
- Kerrie Hanlon
- Betty deGabriele
- John Packer

Outstanding Contribution to Australian Fandom
- Carey Handfield, T.R.O. (The Real Official)

William Atheling Award
- Russell Blackford, Debased and Lascivious
- Dave Luckett
- Margaret Winch, Frank's Tank
- Michael J Tolley

### 1988: Conviction, Sydney
Best Australian Long Fiction
- For as Long as You Burn, Terry Dowling, Aphelion 5
- The Makers, Victor Kelleher (Viking, Kestrel)
- Bard IV: Raven's Gathering, Keith Taylor (Ace)
- The Sea and the Summer, George Turner (Faber)
- The Hyades Contact, Wynne Whiteford (Ace)

Best Australian Short Fiction
- The Dirty Little Unicorn, Stephen Dedman
- The Last Elephant, Terry Dowling, Australian Short Stories #20
- Marmordesse, Terry Dowling, Omega, Januar 1987
- The Supramarket, Leanne Frahm, Doom City
- The Celestial Intervention Agency, Karen Herkes, Time Loop #70

Best Australian Fanzine
- Australian Science Fiction Review, Melbourne Collective Editors
- Larrikin, Irwin Hirsh, Perry Middlemiss
- Science Fiction, Van Ikin
- The Space Wastrel, Mark Loney, Michelle Muijsert, Julian Warner

Best Australian Fan Writer
- Karen Herkes
- Jack R. Herman
- Irwin Hirsh
- Van Ikin
- Perry Middlemiss

Best Fan Artist
- Donna Angus
- Kerrie Hanlon
- Craig Hilton
- David Kenyon
- Stephen McArthur
- Lewis Morley

William Atheling Jr Award
- Russell Blackford, Deconstructing the Demon: John Calvin Bachelor's Novels, ASFR #11
- Richard Erlich & Peter Hall, A Prefilmic, Post-Poststructurialist Prostruction of Alien/Alien3, ASFR #11
- John Foyster, Rezension zu Trillion Year Spree, ASFR #7
- Van Ikin, Mirror Reversals and the Tolkien Writing Game, Science Fiction #25
- Susan Margaret, Structural Analysis of SF. Why?, The Space Wastrel
- Janeen Webb, I Know Who I am, But What is my Brand Name?

### 1989: Swancon 14, Perth
Best Australian Long Fiction
- Striped Holes, Damien Broderick (Avon)
- West of the Moon, David Lake (Hyland)
- Huaco of the Golden God, Carolyn Logan (A&R)
- Beyond The Labyrinth, Gillian Rubinstein, (Hyland)

Best Australian Short Fiction
- A Tale of Nine Cats, Katherine Cummings, Conviction Programme
- Scatter My Ashes, Greg Egan, Interzone #23
- Things Fall Apart, Philippa Maddern, Matilda at the Speed of Light
- The Colors of the Masters, Sean McMullen, F&SF März 1988
- My Lady Tongue, Lucy Sussex, Matilda at the Speed of Light

Best International Fiction
- Dawn, Octavia Butler (Gollancz)
- Seventh Son, Orson Scott Card (Legend)
- Aegypt, John Crowley (Gollancz)
- Mona Lisa Overdrive, William Gibson (Gollancz)
- On Stranger Tides, Tim Powers (Grafton)
- Life During Wartime, Lucius Shepard (Grafton)
- Islands in the Net, Bruce Sterling (Century)

Best Australian Fanzine
- SFR, SF Collective
- Get Stuffed, Jacob Blake
- Larrikin, Perry Middlemiss & Irwin Hirsh
- Science Fiction, Van Ikin

Best Australian Fanwriter
- Bruce Gillespie
- Jack Herman
- Van Ikin
- Perry Middlemiss

Best Fan Artist
- Ian Gunn
- Kerrie Hanlon
- Craig Hilton
- Mike McGann
- Kiera McKenzie
- Phil Wlodarczyk

William Atheling Jr Award
- Russell Blackford, ASFR articles
- Martin Bridgestock, Sea & Summer, ASFR, und Counter Earth/Counter Humanity, Metaphysical Review
- Janeen Webb, ASFR articles
- Arthur Webster, Speaker for the Dead, Get Stuffed

### 1990: Danse Macabre, Melbourne
Best Australian Long Fiction
- Victor Kelleher, The Red King (Viking Kestrel)
- Keith Taylor, The Sorcerer's Sacred Isle (Ace)
- Wynne Whiteford, Lake of the Sun (Ace)

Best Australian Short Fiction
- Terry Dowling, The Quiet Redemption of Andy the House, Australian Short Stories #26 (Juni 1989)
- Rosaleen Love, If You Go Down to the Park Today, Total Devotion Machine
- Rosaleen Love, Total Devotion Machine, Total Devotion Machine
- Petrina Smith, Over the Edge, Mirrors: Redress Novellas

Best Australian Fanzine
- SF Collective, ASFR
- Melbourne Science Fiction Club, Ethel The Aardvark
- Jacob Blake, Get Stuffed
- Jack Herman, Sweetness and Light

Best Australian Fanwriter
- Terry Frost
- Bruce Gillespie
- Ian Gunn
- Jack R. Herman
- Yvonne Hintz
- Alan Stewart

Best Fan Artist
- Ian Gunn
- Kerrie Hanlon
- Craig Hilton
- Phil Wlodarczyk

William Atheling Jr Award
(nicht verliehen mangels Nominierungen)

### 1991: Suncon, Brisbane
Best Fannish Cat
- Apple Blossom, Besitzer: Elaine Cochrane & Bruce Gillespie
- Constantinople, Besitzer: Phil Wlodarczyk
- Emma Peel, Besitzer: Terry Frost
- Godzilla, Besitzer: Ian Gunn & Karen Pender-Gunn
- Honey, Besitzer: Gerald [Smith] & Womble
- Satan, Besitzer: Phil Wlodarczyk
- Truffle, Besitzer: Mark Loney & Michelle Muijsert
- Typo, Besitzer: Roger Weddall

Best Fanzine
- Australian Science Fiction Review, (Second series), hrsg. vom Science Fiction Collective
- Doxa!, Roman Orszanski
- Doxy, John Foyster
- Ethel the Aardvark, Alan Stewart
- Pink, Karen Pender-Gunn
- StunGunn, Ian Gunn

Best Australian Novel or Anthology
- A Pursuit of Miracles, George Turner (Aphelion)
- Fortress of Eternity, Andrew Whitmore (Avon)
- My Lady Tongue and Other Tales, Lucy Sussex (William Heinemann)
- Rynosseros, Terry Dowling (Aphelion)
- The Specialist, Wynne Whiteford (Ace)

Best Australian Short Fiction
- Generation Gap, George Turner, A Pursuit of Miracles, Aphelion
- God and Her Black Sense of Humour, Lucy Sussex, My Lady Tongue and Other Tales
- Red Ochre, Lucy Sussex, My Lady Tongue and Other Tales (William Heinemann)
- The Caress, Greg Egan, Isaac Asimov's SF Magazine Januar 1990
- Turtle Soup, Rosaleen Love, Eidolon Dezember 1990
- While the Gate is Open, Sean McMullen, F&SF März 1990

Best Australian Fan Artist
- Ian Gunn
- Craig Hilton
- Marion Plumridge
- Phil Wlodarczyk

Best Australian Fan Writer
- Terry Frost
- Bruce Gillespie
- Ian Gunn
- Marc Ortlieb
- Alan Stewart

William Atheling Jr Award
- Russell Blackford, Analogues of Anomie: Lee Harding's Novels in Science Fiction 30 & Australian Science Fiction Review (Second Series)
- Bruce Gillespie, The Non-SF Novels of Philip K. Dick in ANZAPA
- Peter Nicholls, Fantastic World. Rezensionen in Melbourne Sunday Herald
- Alan Stewart, Rezensionen in Ethel the Aardvark und SF Commentary

### 1992: Syncon, Sydney
Best Novel or Collection
- From Sea to Shining Star, A. Bertram Chandler
- Wormwood, Terry Dowling
- Brother Night, Victor Kelleher
- Del-Del, Victor Kelleher
- Brainchild, George Turner

Best Short Fiction
- Vanities, Terry Dowling
- Nobody's Fool, Terry Dowling
- A Deadly Edge Their Red Beaks Pass Along, Terry Dowling
- Olive Truffles, Leanne Frahm
- The Dominant Style, Sean McMullen
- Alone in his Chariot, Sean McMullen

Best Fanzine
- Eidolon, Jeremy Byrne
- Ethel the Aardvark, Alan Stewart
- Inconsequential Parallax, Tim Richards & Narrelle Harris
- Thyme, LynC & Clive Newall
- Thyme, Greg Hills & Mark Loney

Best Fan Writer
- James Allen
- Terry Frost
- Bruce Gillespie
- Greg Hills
- Alan Stewart

Best SF or Fantasy Artist
- Ian Gunn
- Craig Hilton
- Nick Stathopoulos
- Phil Wlodarczyk

William Atheling Jr Award
- Jonathan Carroll, Storyteller, Bruce Gillespie
- Going Commercial, Sean McMullen
- Rezension zu The Fantastic Civil War, Blair Ramage

Special Award for Services to Fandom
- Susan Batho
- Ron Clarke
- Jack Herman

### 1993: Swancon 18, Perth
Best Long Fiction
- Blue Tyson, Terry Dowling
- Quarantine, Greg Egan
- Back Door Man, Ian M. Hails
- Call to the Edge, Sean McMullen
- Brainchild, George Turner
- And Disregards the Rest, Paul Voermans

Best Short Fiction
- Privateer's Moon, Terry Dowling
- Ship's Eye, Terry Dowling
- Closer, Greg Egan
- Worthless, Greg Egan
- The Seas of Castle Hill Road, Rick Kennett
- It's All in the Way You Look at It, Michael Pryor

Best Periodical
- Slow Glass Books Catalog, Justin Ackroyd
- Eidolon, Jeremy Byrne
- Ethel the Aardvark, Alan Stewart
- Thyme, Alan Stewart
- Aurealis, Dirk Strasser & Stephen Higgins

Best Fan Writer
- Paul Ewings
- Terry Frost
- Robin Pen
- Karen Pender-Gunn
- Alan Stewart
- Roger Weddall

Best Artwork
- Fanimals, Ian Gunn
- Space Time Buckaneers, Ian Gunn
- 1992 Ditmar Award, Lewis Morley
- Cover für Blue Tyson, Nick Stathopoulos
- Relics, Shaun Tan
- Snowman, Leisl Yvette

William Atheling Jr Award
- Five Go Camping with 12-01 Club, Paul Ewings
- James Morrow and the Erni, Bruce Gillespie
- Australian SF Art Turns 50, Sean McMullen
- From Fantasy to Gallileo, Sean McMullen
- Rezension in Ethel the Aardvark, Karen Pender-Gunn

### 1994: Constantinople, Melbourne
Best Long Fiction or Collection
- The Destiny Makers, George Turner
- Graffiti, Dirk Strasser
- Twilight Beach, Terry Dowling
- The Weird Colonial Boy, Paul Voermans

Best Short Fiction
- Catalyst, Leanne Frahm, Terror Australis
- Starbaby, Rosaleen Love, Overland, Dezember 93
- The Lottery, Lucy Sussex, Overland, Dezember 93
- Ghosts of the Fall, Sean Williams, Writers of the Future IX

Best Professional Art Work
- Galaxy Bookshop Dragon, Lewis Morley
- Twilight Beach Cover, Nick Stathopoulos

Best Fan Writer
- Paul Ewins
- Terry Frost
- Bruce Gillespie
- Jan MacNally

Best Fan Artist
- Ian Gunn
- Craig Hilton
- Pamela Rendall
- Steve Scholz
- Kerry Valkova
- Phil Wlodarczyk

Best Fanzine
- Black Light
- Ethel the Aardvark
- Get Stuffed
- SF Commentary
- The Mentor
- Thyme

William Atheling Jr Award
- Five Bikers of the Apocalypse, Leigh Edmonds, Eidolon #12
- SF Sucks, James Allen, Get Stuffed #6
- Silverberg Not Moving, Damien Broderick, SF Commentary 73/74/75

### 1995: Thylacon, Hobart
Best Australian Long Fiction
- Deersnake, Lucy Sussex (Hodder)
- Genetic Soldier, George Turner (William Morrow)
- Permutation City, Greg Egan (Millennium)
- Voices in the Light, Sean McMullen (Aphelion)

Best Australian Short Fiction
- Cocoon, Greg Egan, Asimov's SF, Mai 94
- Jinx Ship, Leanne Frahm, The Patternmaker
- Land's End, Leanne Frahm, Alien Shores
- Our Lady of Chernobyl, Greg Egan, Interzone 83, Mai 1994
- The Patternmaker, Dave Luckett, The Patternmaker

Best Professional Artwork
- Shaun Tan, für Artwork in Aurealis und Eidolon

Best Fanzine
- Gegenschein, Eric Lindsay
- The Mentor, Ron Clarke
- Sirius, Garry Wyatt
- Thyme, Alan Stewart

Best Fan Writer
- Terry Frost
- Ian Gunn
- Graham Stone

Best Fan Artist
- Ian Gunn
- Kerri Valkova

Special Committee Award
- Peter Nicholls

### 1996: Swancon 21, Perth
Best Long Fiction
- An Intimate Knowledge of the Night, Terry Dowling (Aphelion)
- Mirrorsun Rising, Sean McMullen (Aphelion)
- Sabriel, Garth Nix (Moonstone/Harper Collins)
- She's Fantastical, Lucy Sussex & Judith Buckrich (Sybylla)
- The Unknown Soldier, Sean Williams & Shane Dix (Aphelion)

Best Short Fiction
- Entropy, Leanne Frahm, She's Fantastical (Sybylla)
- Schrödinger's Fridge, Ian Gunn, Aurealis #15
- A Sky Full of Ravens, Sue Isle, She's Fantastical (Sybylla)
- Angel Thing, Petrina Smith, She's Fantastical (Sybylla)
- A Map of the Mines of Barnath, Sean Williams, Eidolon #16
- The Perfect Gun, Sean Williams, Eidolon #17/18

Best Publication/Fanzine/Periodical
- Eidolon, J. Byrne, R. Scriven & J. Strahan
- Ethel the Aardvark, Paul Ewins
- The Metaphysical Review, Bruce Gillespie
- Pinkette, Karen Pender-Gunn
- Thyme, Alan Stewart

Best Artwork
- Thyme 106 (Cover), Ian Gunn
- An Intimate Knowledge of the Night (Cover), Nick Stathopoulos
- Eidolon 19 (Cover), Shaun Tan

Best Non-Professional/Fan Writer
- Terry Frost
- Ian Gunn
- Cheryl Morgan
- Alan Stewart

Best Non-Professional/Fan Artist
- Ian Gunn
- Steve Scholz
- Kerri Valkova

William Atheling Jnr Award
- Reading by Starlight, Damien Broderick (Routledge)
- The Hunt for Australian Horror Fiction, Bill Congreve, Sean McMullen & Steven Paulsen, The Scream Factory #16

### 1997: Spawncon I, Melbourne
Best Australian Long Fiction
- Dreamweavers, Paul Collins (Hrsg.) (Penguin Books)
- The Memory Cathedral, Jack Dann (Bantam)
- Scarlet Rider, Lucy Sussex (Tor/Forge)
- Metal Fatigue, Sean Williams (Harper Collins)

Best Australian Short Fiction
- The Sword of God, Russell Blackford
- Dreamweavers, Paul Collins (Hrsg.) (Penguin Books)
- The Ichneumon and the Dormeuse, Terry Dowling, Interzone #106
- Borderline, Leanne Frahm, Borderline (Mirrordanse Books)
- The Stray Cat, Steven Paulsen (Lothian)

Best Fanzine
- The Communicator, Derek Screen
- Emerald City, Cheryl Morgan
- Oscillation Overthruster, Sue Ann Barber
- Pinkette, Karen Pender-Gunn
- Science Fiction, Van Ikin
- Thyme, Alan Stewart

Best Fan Writer
- Terry Frost
- Bruce Gillespie
- Ian Gunn
- Cheryl Morgan
- Karen Pender-Gunn

Best Fan Artist
- Ian Gunn
- Steve Scholz
- Kerri Valkova
- Phil Wlodarczyk

Best Professional Artwork
- Trudi Canavan für Artwork in Aurealis #17 und Eidolon #22/23
- Norm & Margaret Hetherington für Mr Squiggle, ABC TV
- Elizabeth Kyle, Cover von Dreamweavers
- Shaun Tan für Artwork in Eidolon und das Cover von The Stray Cat
- Jason Towers für das Cover von Valdo Over Evora, Australian Realms #28

William Atheling Jr. Award
- Russell Blackford, für The Tiger in the Prison House, Science Fiction #37, Rezensionen von Distress in Science Fiction und NYRSF, und Jewels in Junk City in Review of Contemporary Fiction
- Alan Stewart, für Rezensionen in Thyme
- Janeen Webb, für Post human SF: Lost in Cyberspace, The Festival of Imagination Programme Book

### 1998: Thylacon II, Hobart
Best Long Fiction
- The White Abacus, Damien Broderick (Avon Books)
- Winter, Simon Brown (Harper Collins)
- Darkfall, Isobelle Carmody (Penguin)
- Old Bones, Paul Collins
- Sinner, Sara Douglass (Harper Collins)

Best Short Fiction
- Niagara Falling, Janeen Webb & Jack Dann, Black Mist
- Lucent Carbon, Russell Blackford, Eidolon 25/26
- The Willcroft Inheritance, Rick Kennett und Paul Collins, Gothic Ghosts
- Reasons to be Cheerful, Greg Egan, Interzone #118 (zurückgezogen)
- Grievous Music, Carole Nomarhas, Eidolon 24

Best Dramatic Presentation
- Spellbinder 2, Nine Network
- Degree Absolute, Bedlam Theatre Company
- Multiverse Ceremonies Video

Best Artwork/Artist
- Kerri Valkova
- Marc McBride, Shivers Series
- Nick Stathopoulos
- Robert Jan
- R & D Studios, Eidolon Cover
- Shaun Tan, The Viewer

Best Fanzine
- Eidolon
- Frontier
- Thyme
- Captain's Log
- Oscillation Overthruster

Best Fan Writer
- George Ivanoff
- Terry Frost
- Bruce Gillespie
- Leanne Frahm
- Karen Johnson
- Cathy Cupitt

William Atheling Jr Award
- Katharine und Darren Maxwell, für Besprechungen von Akte X-Episoden in Frontier #59
- Sean McMullen und Steven Paulsen, Australian Contemporary Fantasy, Encyclopedia of Fantasy #173 (Orbit)

### 1999: Spawncon II, Melbourne
Best Australian Long Fiction
- Pilgrim, Sara Douglass (Harper Collins)
- Feral, Kerry Greenwood (Hodder and Stoughton)
- The Centurion's Empire, Sean McMullen (Tor)
- The Tilecutter's Penny, Caiseal Mór (Random House)
- The Resurrected Man, Sean Williams (Harper Collins)

Best Australian Short Fiction
- The Marsh Runners, Paul Brandon, Dreaming Down Under
- The Evil Within, Sara Douglass, Dreaming Down Under
- Dream Until God Burns, Andrew Enstice, Dreaming Down Under
- The Truth About Weena, David Lake, Dreaming Down Under
- Queen of Soulmates, Sean McMullen, Dreaming Down Under
- To Avalon, Jane Routley, Dreaming Down Under

Best Australian Magazine or Anthology
- Altair, Rob Stephenson
- Aurealis, Stephen Higgins & Dirk Strasser
- Dreaming Down-Under, Jack Dann & Janeen Webb (Harper Collins)
- Eidolon, Jonathan Strahan & Jeremy Byrne
- Fantastic Worlds, Paul Collins (Harper Collins)
- MUP Encyclopedia of Australian Science Fiction, Paul Collins (M.U.P.)

Best Australian Fanzine
- The Captain's Log, Rose Mitchell
- Ethel the Aardvark, Ian Gunn
- Interstellar Ramjet Scoop, Bill Wright
- Metaphysical Review, Bruce Gillespie
- Out of the Kaje, Karen Johnson
- Thyme, Alan Stewart

Best Fan Artist
- Ian Gunn
- Robert Jan
- Dick Jenssen
- Marco Nero
- Kerri Valkova

Best Professional Artwork
- Emma Barber, Cover Cannibals of the Fine Light, Cover A View Before Dying
- Mark McBride, Cover Fantastic Worlds
- Marilyn Pride, Peregrine Besset/A3 PRs
- Nick Stathopoulos, Cover The Man Who Melted, Cover Dreaming Down Under
- Shaun Tan, The Rabbits

William Atheling Jr. Award
- Damien Broderick Rezensionen, The New York Review of Science Fiction
- Paul Collins, MUP Encyclopedia of Australian Science Fiction
- Steven Paulsen, Beiträge zu MUP Encyclopedia of Australian Science Fiction
- Jonathan Strahan, Rezensionen in Locus
- Janeen Webb und Andrew Enstice, Aliens & Savages (Harper Collins)
- Sean Williams & Simon Brown, No Axis No Boundary, Altair 1

### 2000: Swancon 2000, Perth
Ursprüngliche Nominierungen
Best Written Work (Professional)
- Paul Collins & Jack Wodhams, Generation X, Cicada Nov/Dezember 1999
- Stephen Dedman, The Lady of Situations, Ticonderoga Publications
- Dave Luckett, A Dark Journey, Omnibus
- Paul Collins, The Nabakov Affair, Australian Short Stories #63
- Rory Barnes & Damien Broderick, The Book of Revelation, Harper Collins

Best Written Work (Unpaid or Fan)
- Colin Sharpe & Kate Langford, Magical Cream Puff Destiny, JAMWAF Magazine
- Kyla Ward, Night Cars, Abaddon #2
- Robin Pen, Eidolist 1999 Rezensionen, Eidolist
- Bill Wright, Interstellar Ramjet Scoop
- Alan Stewart, Thyme

Best Professional Production in Any Medium
- Sarah Endacott (Hrsg.), Orb 0
- Russell B. Farr (Hrsg.), The Lady of Situations (Ticonderoga Publications)
- Roadshow und Warner Brothers, The Matrix
- Paul Collins & Meredith Costain (Hrsg.), Spinouts (Pearson Education)
- MP Books, Antique Futures: The Best of Terry Dowling (MP Books)

Best Non-Professional Production in Any Medium
- Jonathan Strahan & Steven Paulsen, The Coode Street Review of Science Fiction
- Team, Twenty3, Swancon 2000 Launch Video
- Cathy Cupitt, The Rhizome Factor
- Danny Heap, The Opening Ceremony Video at Aussiecon Three
- Ion Newcombe, The Antipodean SF website

Best Artwork (Professional)
- Nick Stathopoulos, Cover von Antique Futures
- Graeme Bliss, Cover von Clementine
- Marc McBride, Cover von Spinouts
- Shaun Tan, Cover von Orb 0
- Nick Stathopoulos, Cover von The Aussiecon Three Souvenir Book

Best Artwork (Unpaid or Fan)
- Jeremy Nelson, Cover von The Rhizome Factor #4
- Colin Sharpe, Illustrations für The Magical Cream Puff Destiny
- Dick Jenssen, Gesamtwerk
- Phil Wlodarczyk, Cover von Ethel the Aardvark

William Atheling Award for Criticism or Review
- Van Ikin, Russell Blackford & Sean McMullen, Strange Constellations: A History of Australian Science Fiction (Greenwood)
- Judith Buckrich, George Turner: A Life 1916-1997 (M.U.P.)
- Robert Hood, Artikel in i.am ezine
- Janeen Webb & Andrew Enstice, The Fantastic Self (Eidolon Press)
- Jonathan Strahan & Steven Paulsen, The Coode Street Review of Science Fiction

Nominierungen und Preisträger der zweiten Runde
Best Novel
- Damien Broderick und Rory Barnes, The Book of Revelation
- Greg Egan, Teranesia (Annahme abgelehnt)
- Richard Harland, Hidden From View
- Dave Luckett, A Dark Victory
- Stephen Dedman, Foreign Bodies
- Jane Routley, Aramaya
- Sean McMullen, Souls in the Great Machine

Best Short Fiction
- Paul Collins, The Habokov Affair, Australian Short Stories 63
- Robert Hood, Ground Underfoot, Aurealis 23
- Paul Collins und Jack Wodhams, Generation X, Cicada, November/Dezember 99
- Robert Hood, Primal Etiquette, Orb 0
- Chris Lawson, Written in Blood, Asimov's, Juni 1999

Best Collected Work
- Sean Williams, New Adventures in Sci-Fi
- Damien Broderick und David Hartwell, Centaurus
- Terry Dowling, Antique Futures
- Paul Collins und Meredith Costain, Spinouts
- Stephen Dedman, The Lady Of Situations

Best Artwork
- Shaun Tan, Cover to The Coode St Review Of Science Fiction
- Nick Stathopoulos, Cover to Aussiecon 3 Programme Book
- Nick Stathopoulos, Cover to Dreaming Down Under Volume 2, (unzulässige Nominierung, zurückgezogen)
- Marc McBride, Covers to Spinouts

Best Fan Writer
- Bruce Gillespie
- Alan Stewart
- Karen Johnson
- Robin Pen
- Merv Binns

Best Fan Artist
Nominierung von Brad Foster zurückgezogen, da kein Australier
- Dick Jenssen
- Catriona Sparks

Best Fan Production
- Jonathan Strahan und Steven Paulsen, The Coode St Review Of Science Fiction
- Alan Stewart, Thyme
- Cathy Cupitt, The Rhizome Factor
- Danny Heap, Nick Stathopoulos, Aussiecon 3 Masquerade Ceremony
- Danny Heap, Aussiecon 3 Opening Ceremony Video
- Bill Wright, Interstellar Ramjet Scoop
- Ethel The Aardvark

William Atheling Jr. Award
- Robert Hood, Beiträge in der i.am Website
- Tess Williams und Helen Merrick, Women Of Other Worlds
- Jonathan Strahan, Rezensionen in Locus
- Russell Blackford, Van Ikin und Sean McMullen, Strange Constellations: A History Of Australian Science Fiction
- Jonathan Strahan und Steven Paulsen, The Coode St Review of Science Fiction

### 2001: Swancon 2001: Masquerade, Perth
Best Novel
- Cyberskin, Paul Collins (Hybrid Publishers)
- The Miocene Arrow, Sean McMullen (Tor Books)
- Sea as Mirror, Tess Williams (HarperCollins Australia)
- Evergence 2: The Dying Light, Sean Williams und Shane Dix (Ace Books)

Best Short Fiction
- That Old Black Graffiti, Robert Hood, Tales from the Wasteland, Hrsg. Paul Collins (Hodder Headline)
- The Devotee, Stephen Dedman, Eidolon 29/30
- The First and Final Game, Deborah Biancotti, Altair #6/7
- The King with Three Daughters, Russell Blackford, Black Heart, Ivory Bones, Hrsg. Ellen Datlow und Terri Windling (Avon)
- The Saltimbanques, Terry Dowling, Blackwater Days (Eidolon Publications)
- Basic Black, Terry Dowling, Blackwater Days (Eidolon Publications)

Best Collected Work
- Tales from the Wasteland, hrsg. von Paul Collins (Hodder Headline)
- Blackwater Days, Terry Dowling (Eidolon Publications)
- White Time, Margo Lanagan (Allen and Unwin, Australia)

Best Artwork
- Shaun Tan, The Lost Thing (Lothian Books)
- Otto Schmidinger, Space, Stamp Issue, Australia Post
- Marc McBride, Cover von Tales from the Wasteland (Hodder Headline)

Best Fan Writer
- Grant Watson
- Robin Pen
- Bruce Gillespie
- Alan Stewart

Best Fan Artist
- Grant Watson
- Jade Todd
- Dick (Ditmar) Jenssen

Best Fan Production
- The Rhizome Factor, Cathy Cupitt, Hrsg.
- First Sight, Chris Dickinson, Regie
- Angriest Video Store Clerk in the World, Grant Watson
- SwanCon 2001 Launch Video
- The Unrelenting Gaze: SF Commentary # 76, hrsg. Bruce Gillespie
- Mitch? Short Stories for Short Attention Spans, hrsg. Mitch?

William Atheling Jr Award for Criticism and Review
- Waking Henson: A Jim Henson Retrospective, Grant Watson und Simon Oxwell
- The Unrelenting Gaze: SF Commentary # 76, hrsg. Bruce Gillespie
- Rezensionen in Locus: The Newspaper of the Science Fiction Field, Jonathan Strahan
- Transrealist Fiction, Damien Broderick (Greenwood)
- Time Travel, Time Scapes and Timescape, Russell Blackford, The New York Review of SF #150

Best New Talent
- Deborah Biancotti

Best Professional Achievement
(nicht vergeben, da zwei Nominierungen nicht zulässig)
- Farscape, Channel 9/Henson Productions
- Spinouts Bronze, Hrsg. Paul Collins & Meredith Costain (Pearson Educational)
- The Lost Thing, Shaun Tan (Lothian Books)

### 2002: Convergence, Melbourne
Best Australian Artwork und William Atheling Jr. wurden mangels Nominierungen nicht vergeben.
Best Australian Novel
- Eyes of the Calculor, Sean McMullen (Tor)
- Lirael, Garth Nix (Allen and Unwin)
- The Year of the Intelligent Tigers, Kate Orman (BBC.)

Best Australian Short Fiction
Best Novella/Novelette fehlte im Nominierungsformular. Entsprechende Nominierungen daher hier.
- Absolute Uncertainty, Lucy Sussex, F&SF, April 2001
- The Boneyard, Kyla Ward, Gothic.Net, September 2001
- The Diamond Pit, Jack Dann, Jubilee (Harper Collins)
- Rotten Times, Robert Hood, Aurealis 27/28
- Tower of Wings, Sean McMullen, Analog, Dezember 2001
- Whispers, Rick Kennett & Paul Collins, Stalking Midnight (Cosmos Books)

Best Australian Collected Work
- Earth is But a Star, Damien Broderick (UWA Press)
- Jubilee, Jack Dann, (Harper Collins)
- Orb #2, Sarah Endacott
- Stalking Midnight, Paul Collins (Cosmos Books)

Best Fan Writer
Adrian Gaetano zog seine Nominierung zurück.
- Geoff Allshorn
- Deb Biancotti
- Bill Wright
- Bruce Gillespie

Best Fan Artist
- Miriam English
- Dick Jenssen
- Cat Sparks

Best Australian Fan Production, Fanzine
- Diverse Universe, Geoff & Miriam
- Fables and Reflections, Lily Chrywenstrom
- Interstellar Ram Jet Scoop, Bill Wright
- SF Commentary, Bruce Gillespie
- Solar Spectrum, Geoff & Miriam

Best Australian Fan Production, Other
Inklusive Nominierungen für Best Australian Fan Achievement.
- Consensual, Stephen Dedman et al.
- JB Resurrection, Garth Thomas
- Mitch? 2, Tarts of the New Millennium, Anthony Mitchell
- Spaced Out Website
- Tabula-Rasa, David Carroll & Kyla Ward

Best Australian Professional Achievement
- Meredith Costain und Paul Collins, Herausgeber
- Robert Hood für die Jugendserie Shades (Hodder Headline)
- Dirk Strasser & Stephen Higgins für die langjährige Redaktion und Herausgabe von Aurealis

Best New Talent
- Cat Sparks

### 2003: Swancon 2003, Perth
Best Australian Novel
- Transcension, Damien Broderick
- Echoes of Earth, Sean Williams & Shane Dix
- Sovereign, Simon Brown
- The Storm Weaver and the Sand, Sean Williams
- Blue Silence, Michelle Marquardt
- The Sky Warden and the Sun, Sean Williams
- Time Past, Maxine McArthur

Best Australian Short Fiction
- Father Muerte and the Thief, Lee Battersby, Aurealis 29
- Stealing Alice, Claire McKenna, Agog! Fantastic Fiction
- Scratches in the Sky, Ben Peek, Agog! Fantastic Fiction
- Cigarettes and Roses, Ben Peek, Passing Strange
- King of All and The Metal Sentinel, Deborah Biancotti, Agog! Fantastic Fiction

Best Australian Collected Work
- Machinations, Hrsg. Chris Andrews (CSFG Publishing)
- Agog! Fantastic Fiction, Hrsg. Cat Sparks (Agog! Press)
- Andromeda Spaceways Inflight Magazine, Hrsg. ASIM Collective
- AustrAlien Absurdities, Hrsg. Chuck McKenzie & Tansy Rayner Roberts (Agog! Press)
- Passing Strange, Hrsg. Bill Congreve (MirrorDanse)

Best Australian Artwork
- Passing Strange Cover, Cat Sparks
- Andromeda Spaceways Inflight Magazine Cover #3, Les Petersen
- AustrAlien Absurdities Cover, Dion Hamill
- Andromeda Spaceways Inflight Magazine Cover #1, Les Petersen
- Andromeda Spaceways Inflight Magazine Cover #4, Les Petersen
- Andromeda Spaceways Inflight Magazine Cover #2, Les Petersen

Best Australian Fan Writer
- Edwina Harvey
- Chris Lawson
- Robin Pen
- Dave Cake
- Jonathan Strahan
- Grant Watson
- Bill Wright

Best Australian Fan Artist
- Miriam English
- Les Petersen
- Sarah Xu
- Dick Jenssen
- Colin Sharpe
- Cat Sparks

Best New Talent
- Lily Chrywenstrom
- Chris Mowbray
- Brendan Duffy
- Lee Battersby

Best Australian Fanzine
- Interstellar Ramjet Scoop, Hrsg. Bill Wright
- Fables & Reflections, Hrsg. Lily Chrywenstrom
- Australian SF Bullsheet, Hrsg. Edwina Harvey und Ted Scribner
- Visions, Hrsg. Stephen Thompson
- Antipodean SF, Hrsg. Antipodean Computer Services

Best Australian Production
- Andromeda Spaceways Inflight Magazine Launch
- Spaced Out Website
- The View From Mt. Pootmootoo
- Eidolon Website

Best Australian Professional Achievement
- Lee Battersby
- Trent Jamieson
- Jonathan Strahan

Best Australian Fan Achievement
- Borderlands: That which scares us..., Hrsg. Simon Oxwell, Grant Watson und Anna Hepworth
- Robin Pen
- Spaced Out Website, Hrsg. Miriam und Geoff

The William Atheling Jr Award for Criticism or Review
- Tama Leaver
- Jonathan Strahan
- Robin Pen
- Bill Congreve
- Justine Larbalestier

### 2004: Conflux, Canberra
Best Novel
- The Etched City, K. J. Bishop (Prime Books)
- Abhorsen, Garth Nix (Allen & Unwin)
- Fallen Gods, Jonathan Blum & Kate Orman, (Telos Publishing)
- The High Lord, Trudi Canavan (HarperCollins)
- Orphans of Earth, Sean Williams & Shane Dix (HarperCollins)

Best Novella or Novelette
- La Sentinelle, Lucy Sussex, Southern Blood: New Australian Tales of the Supernatural
- Alien Space Nazis Must Die, Chuck McKenzie, Elsewhere
- Louder Echo, Brendan Duffy, Agog! Terrific Tales
- Rynemonn, Terry Dowling, Forever Shores
- Sigmund Freud & the Feral Freeway, Martin Livings, Agog! Terrific Tales
- Uncharted, Leigh Blackmore, Agog! Terrific Tales

Best Short Story
- Room for Improvement, Trudi Canavan, Forever Shores
- Frozen Charlottes, Lucy Sussex, Forever Shores
- Kijin Tea, Kyla Ward, Agog! Terrific Tales
- The Mark of His Hands, Chuck McKenzie, Orb #5, April 2003
- The Singular Life of Eddy Dovewater, Deborah Biancotti, Agog! Terrific Tales
- The Truth About Pug Roberts, Kirstyn McDermott, Southern Blood: New Australian Tales of the Supernatural

Best Collected Work
- Agog! Terrific Tales – Hrsg. Cat Sparks (Agog! Press)
- Forever Shores – Hrsg. Peter McNamara & Margaret Winch (Wakefield Press)
- Andromeda Spaceways Inflight Magazine – ASIM Publishing Cooperative
- Elsewhere – Hrsg. Michael Barry (CSFG Publishing)
- Southern Blood: New Australian Tales of the Supernatural – Hrsg. Bill Congreve (Sandglass Enterprises)

Best Fan Production
- CSFG – für Elsewhere Book Launch
- Aaron Jacks & Mitch – für The Mega Panel, Continuum 2003
- Ian Mond – für Mondys's Perfect Match, Continuum 2003
- Swancon 2003 Committee – für Swancon 2003 Eröffnungszeremonie & Video
- Spaced Out – Geoff & Miriam

Best Fanzine
- The Australian SF Bullsheet – Edwina Harvey & Edwin Scribner (Hrsg.)
- Dark Animus – James Cain
- Fables & Reflections – Lily Chrywenstrom
- Fandom is my life – Danny Oz
- No Award – Russell B. Farr
- Three-Eyed Frog – Paul Ewins & Sue Ann Barber

Best Fan Writer
- Bruce Gillespie
- Paul Ewins
- Edwina Harvey
- Danny Oz
- Grant Watson

Best Fan Artist
- Les Petersen – für Battle Elf (Conflux) poster
- Miriam English – für Diverse Universe
- Dick Jenssen – für das Gesamtwerk
- Phil Wlodarczyk – für Cartoons in Ethel the Aardvark

Best Artwork
- Cat Sparks – Cover von Agog! Terrific Tales von Cat Sparks (Hrsg.)
- Trudi Canavan – Cover von Fables & Reflections
- Greg Bridges – Cover von Axis Trilogy von Sara Douglass
- Les Petersen – Cover von Elsewhere von Michael Barry (ed.)
- Les Petersen – Cover von The High Lord von Trudi Canavan

Best New Talent
- K. J. Bishop
- Monica Carroll
- Brendan Duffy
- Glenda Larke
- Ben Peek
- Anna Tambour

William Atheling Jr. Award
- Bruce Gillespie
- Lee Battersby
- Jason Nahrung
- Jonathan Strahan
- Grant Watson

### 2005: Thylacon 2005, Hobart
Best Novel
- The Black Crusade, Richard Harland
- Less than Human, Maxine McArthur
- The Crooked Letter, Sean Williams

Best Collected Work
- Agog! Smashing Stories – Cat Sparks (Hrsg.)
- Black Juice – Margo Lanagan
- Andromeda Spaceways Inflight Magazine – Lyn Triffitt, Edwina Harvey, Andrew Finch, Robbie Matthews & Tehani Croft (Hrsg.)
- Orb 6 – Sarah Endacott (Hrsg.)
- Encounters – Donna Hanson und Maxine McArthur (Hrsg.)

Best Novella or Novelette
- Simon Brown: Water Babies, Agog! Smashing Stories, April
- Stephen Dedman: The Whole of the Law, ASIM 13
- Paul Haines: The Last Days of Kali Yuga, NFG Magazine, Volume 2 Issue 4, August 2004
- Richard Harland: Catabolic Magic, Aurealis #32
- Cat Sparks: Home by the Sea, Orb #6, Juli

Best Short Story
- Deborah Biancotti: Number 3 Raw Place, Agog! Smashing Stories, April
- Rjurik Davidson: The Interminable Suffering of Mysterious Mr Wu, Aurealis #33
- Margo Lanagan: Singing My Sister Down, Black Juice
- Ben Peek: R, Agog! Smashing Stories, ed by Cat Sparks

Best Professional Artwork
- Les Petersen: Cover von ASIM 12
- Kerri Valkova: Cover von The Black Crusade (Chimaera Publications)
- Cat Sparks: Agog! Smashing Stories Cover
- Les Petersen: Encounters Book Cover
- Les Petersen: Cover und Illustrationen ASIM 16

Best Professional Achievement
- The Clarion South Team (Fantastic Queensland; Convenors Robert Hoge, Kate Eltham, Robert Dobson & Heather Gammage)
- Cat Sparks
- Margo Lanagan für Black Juice
- Geoff Maloney für Tales of the Crypto-System, his short story publications
- Sean Williams für The Crooked Letter und Unterrichtsarbeit
- Jonathan Strahan

Best Fan Achievement
- Super Happy Robot Hour
- Conflux ConventionCommittee
- Continuum 2 Convention Committee

Best Fan Artist
- Sarah Xu

Best Fanzine/website
- Antipodean SF – Ion Newcombe (Hrsg.)
- Bullsheet – ed Edwina Harvey & Ted Scribner
- Gynaezine – Emma Hawkes und Gina Goddard (Hrsg.)

Best Fan Writer
- Edwina Harvey
- Bruce Gillespie

Best New Talent
- Chris Barnes
- Stuart Barrow
- Grace Dugan
- Paul Haines
- Barbara Robson
- Brian Smith

William Atheling Jr. Award
- Robert Hood – Rezension zu Weight of Water in HoodReviews
- Jason Nahrung – Why are publishers afraid of horror, BEM, Courier Mail, 20. März 2004
- Ben Peek – Rezension zu Haruki Murakami's Arbeit im Urban Sprawl Project

### 2006: Conjure, Brisbane
Best Novel
- Magic or Madness – Justine Larbalestier (Razorbill)
- Drowned Wednesday – Garth Nix (Harper Collins)
- Midnight 2: Touching Darkness – Scott Westerfeld (Eos)
- Peeps – Scott Westerfeld (Razorbill)
- Uglies – Scott Westerfeld (Simon Pulse)
- Geodesica: Ascent – Sean Williams & Shane Dix (Ace)

Best Collected Work
- Shadowed Realms – Angela Challis & Shane Jiraiya Cummings
- Years Best Australian SF & Fantasy – Bill Congreve & Michelle Marquardt (MirrorDanse)
- Daikaiju! Giant Monster Tales – Robert Hood & Robin Pen (Agog! Press)
- A Tour Guide in Utopia – Lucy Sussex (MirrorDanse Books)
- The Grinding House – Kaaron Warren (CSFG Publishing)

Best Novella or Novelette
- Passing of the Minotaurs – Rjurik Davidson, SciFiction, April 2005
- The Red Priest's Homecoming - Dirk Flinthart, Andromeda Spaceways Inflight Magazine #17
- Countless Screaming Argonauts – Chris Lawson, Realms of Fantasy
- The Memory of Breathing – Lyn Triffitt (Battersby), Andromeda Spaceways Inflight Magazine #17
- The Grinding House – Kaaron Warren, The Grinding House

Best Short Story
- Summa Seltzer Missive – Deborah Biancotti, Ticonderoga Online #6
- Leviathan – Simon Brown, Eidolon SF: Online
- Once Giants Roamed the Earth – Rosaleen Love, Daikaju!
- Matricide – Lucy Sussex, SciFiction
- Fresh Young Widow – Kaaron Warren, The Grinding House

Best Professional Artwork
- The Blood Debt (Cover) – Greg Bridges (HarperCollins Australia)
- The Grinding House (Cover) – Robin Evans (CSFG)
- Australian Speculative Fiction: A Genre Overview (Cover) – Nick Stathopoulos (Australian Speculative Fiction Project)
- Fell #3 – Ben Templesmith (Image Comics)

Best Professional Achievement
- Damien Broderick, Wilson da Silva und Kylie Ahern – Cosmos
- Robert Dobson, Robert Hoge, Kate Eltham, Heather Gammage – Clarion South 2005, Clarion South Workshop
- Donna Maree Hanson – Australian Speculative Fiction: a genre overview (Australian Speculative Fiction Project)
- Michael Rymer – Drehbuch und Regie, Battlestar Galactica Season 2.0, Sci-Fi Channel
- Jonathan Strahan – für die Mitherausgabe von Best Short Novels: 2005 (SFBC), Science Fiction: Best of 2004 (ibooks), und Fantasy: Best of 2004 (ibooks)

Best Fan Production
- Edwina Harvey – The Australian Science Fiction Bullsheet, Website und Newsletter
- Alisa Krasnostein – ASif!: Australian Specfic In Focus, Website
- Tony Plank – Inkspillers Website
- Conflux Committee – Conflux 2, Convention
- Continuum Committee – Continuum 3, Convention

Best Fan Artist
- Dick Jenssen – Artwork in eI 20 und eI 23, efanzines.com
- Elaine Kemp – ConSensual a Trois Artwork, ConSensual a Trois
- Shane Parker – Conflux Poster Art, Conflux

Best Fanzine/website
- Horrorscope – Shane Jiraiya Cummings et al.
- Ticonderoga Online – Russell B. Farr et al.
- Interstellar Ramjet Scoop – Bill Wright (Hrsg.)

Best Fan Writer
- Shane Jiraiya Cummings – Horror Scope
- Bruce Gillespie – Steam Engine Time und Science Fiction Commentary, *brg*, Earl Kemp's ezines
- Stephanie Gunn – Horror Scope
- Martin Livings – Skeletor_Hordak, LiveJournal Webcomic
- Bill Wright – Interstellar Ramjet Scoop

Best New Talent
- Lyn Battersby/Triffit
- Rjurik Davidson
- Karen Miller

William Atheling Jr. Award
- Ferocious Minds: Polymathy and the New Enlightenment – Damien Broderick (Wildside Press)
- Divided Kingdom: King Kong vs Godzilla – Robert Hood, King Kong is Back (Benbella Books)
- Body Parts – Chris Lawson, Borderlands
- PK Dick: The Exhilaration and the Terror – Rosaleen Love, Borderlands
- The 2005 Snapshot: Australian Speculative Fiction – Ben Peek, Website

### 2007: Convergence 2, Melbourne
Best Novel
- Carnies, Martin Livings (Lothian)
- Prismatic, Edwina Grey (Lothian)
- The Mother, Brett McBean (Lothian)
- The Pilo Family Circus, Will Elliott (ABC Books)
- The Silver Road, Grace Dugan (Penguin)

Best Novella/Novelette
- Aftermath, David Conyers, Agog! Ripping Reads (Agog! Press)
- The Dead of Winter, Stephen Dedman, Weird Tales, #339
- The Devil in Mr Pussy (Or how I found God inside my wife), Paul Haines, C0ck (Coeur de Lion Publishing)
- The Souls of Dead Soldiers are for Blackbirds, Not Little Boys, Ben Peek, Agog! Ripping Reads, (Agog! Press)
- Under the Red Sun, Ben Peek, Fantasy Magazine #4, (Prime Books)
- World's Whackiest Upper Atmosphere Re-Entry Disasters Dating Game, Brendan Duffy, Agog! Ripping Reads (Agog! Press)

Best Short Story
- Burning from the Inside, Paul Haines, Doorways for the Dispossessed (Prime Books)
- Cold, Kirstyn McDermott, Shadowed Realms #9
- Honeymoon, Adam Browne und John Dixon, C0ck, (Coeur de Lion Publishing)
- Surrender 1: Rope Artist, Deborah Biancotti, Shadowed Realms #9
- The Bat's Boudoir, Kyla Ward, Shadowed Realms #9
- The Fear of White, Rjurik Davidson, Borderlands #7

Best Collected Work
- Agog! Ripping Reads, Cat Sparks (Hrsg.) (Agog! Press)
- C0ck, Keith Stevenson & Andrew Macrae (Hrsg.)
- Doorways for the Dispossessed, Paul Haines und Geoffrey Maloney (Hrsg.) (Prime Books)
- The Year's Best Australian Science Fiction and Fantasy Vol.2, Bill Congreve & Michelle Marquardt (Hrsg.) (Mirrordanse Books)
- Eidolon I, Jonathan Strahan und Jeremy Byrne (Hrsg.) (Eidolon Books)

Best Artwork/Artist
- 26Lies/1Truth, Cover von Andrew MacRae (Wheatland Press)
- Agog! Ripping Reads, Cover von Cat Sparks (Agog! Press)
- Daughters of Earth: Feminist Science Fiction in the Twentieth Century Cover von Cat Sparks (Wesleyan University Press)
- The Devoured Earth, Cover von Greg Bridges (HarperCollins Press)
- The Arrival, Cover von Shaun Tan (Lothian)

Best Fan Writer
- Stephanie Gunn
- Shane Jiraiya Cummings
- Danny Oz
- Miranda Siemienowicz
- Mark Smith-Briggs
- Matthew Tait

Best Fan Artist
- Christopher Johnstone
- Jon Swabey

Best Fan Production
- ASif Website, Alisa Krasnostein (Hrsg.)
- Inkspillers Website, Tony Plank
- Outland, Regie von John Richards
- Tabula Rasa Website, David Carroll
- The Bullsheet Website & Ezine, Edwina Harvey & Ted Scribner

Best Fanzine
- AntipodeanSF, Hrsg. Ion Newcombe
- ASIF – Australian Specfic in Focus, Hrsg. Alisa Krasnostein
- The Captain's Log, Austrek clubzine, Hrsg. Clare McDonald
- Ethel the Aardvark, MSFC clubzine
- HorrorScope, Hrsg. Shane Jiraiya Cummings

Best Professional Achievement
- Angelia Challis für den Aufbau von Brimstone Press
- Bill Congreve für Mirrordanse Press und 2 Ausgaben von Australian Year's Best Science Fiction and Fantasy
- Russell B. Farr für Ticonderoga Publications
- Gary Kemble für Arbeit bei ABC's Articulate und die Förderung der SF in Radio und anderen Medien
- Alisa Krasnostein für die Erschließung von Märkten für die australische SF
- Justine Larbalestier, für die Herausgabe von Daughters of Earth: Feminist Science Fiction in the Twentieth Century

Best Fan Achievement
- Marty Young für seine Arbeit für die Australian Horror Writers Association
- Alisa Krasnostein für ASIf
- Tony Plank für die Website Inkspillers

Best New Talent
- Stephanie Campisi
- David Conyers
- Shane Jiraiya Cummings
- Alisa Krasnostein
- Brett McBean

William Atheling Jr Award
- Miranda Siemienowicz für ihre Rezension zu Paraspheres in Horrorscope
- Justine Larbalestier für Daughters of Earth: Feminist Science Fiction in the Twentieth Century
- Robert Hood für Man and Super-Monster: A History of Daikaiju Eiga and its Metaphorical Undercurrents, Borderlands #7
- Grant Watson für Bad Film Diaries – Sink or Swim: The Truth Behind Waterworld, Borderlands #8
- Kathryn Linge für die Rezension von Through Soft Air, ASif

### 2008: State of the Art: Swancon 2008, Perth
Best Novel
- The Company of the Dead, David Kowalski (PanMacmillan)
- Extras, Scott Westerfeld (Simon & Schuster)
- Dark Space, Marianne de Pierres (Orbit)
- Saturn Returns, Sean Williams (Orbit)
- Magic's Child, Justine Larbalestier (Penguin)
- The Darkness Within, Jason Nahrung (Hachette Livre)

Best Novella/Novelette
- Yamabushi Kaidan and the Smoke Dragon, Shane Jiraiya Cummings, Fantastic Wonder Stories, Hrsg. Russell B. Farr
- Where is Brisbane and How Many Times Do I Get There?, Paul Haines, Fantastical Journeys to Brisbane, Hrsg. Geoffrey Maloney, Trent Jamieson und Zoran Zivkovic
- The Bluebell Vengeance, Tansy Rayner Roberts, Andromeda Spaceways Inflight Magazine #28, Hrsg. Zara Baxter
- Lady of Adestan, Cat Sparks, Orb #7, Hrsg. Sarah Endacott
- Cenotaxis, Sean Williams (MonkeyBrain Books)
- Sir Hereward and Mister Fitz Go To War Again, Garth Nix Jim Baen's Universe

Best Short Story
- The Dark and What It Said, Rick Kennett Andromeda Spaceways Inflight Magazine #28, Hrsg. Zara Baxter
- Domine, Rjurik Davidson, Aurealis #37, Hrsg. Stephen Higgins und Stuart Mayne
- A Scar for Leida, Deb Biancotti, Fantastic Wonder Stories, Hrsg. Russell B. Farr
- Bad Luck, Trouble, Death and Vampire Sex, Garth Nix, Eclipse One, Hrsg. Jonathan Strahan
- The Sun People, Sue Isle, Shiny #2, Hrsg. Alisa Krasnostein, Ben Payne und Tansy Rayner Roberts
- His Lipstick Minx, Kaaron Warren, The Workers' Paradise, Hrsg. Russell B. Farr und Nick Evans

Best Collected Work
- Orb #7, Sarah Endacott (Hrsg.) (Orb Publications)
- The Workers' Paradise, Russell B. Farr und Nick Evans (Hrsg.) (Ticonderoga Publications)
- New Ceres, Alisa Krasnstein (Hrsg.) (Twelfth Planet Press)
- The New Space Opera,  Jonathan Strahan (Hrsg.) (HarperCollins Australia)
- Fantastic Wonder Stories, Russell B. Farr (Hrsg.) (Ticonderoga Publications)

Best Artwork/Artist
- Daryl Lindquist für das ASIM #28 Cover
- Nick Stathopolous für das Daikaju #3 Cover
- Eleanor Clark für die ASIM #31 Illustrationen
- Amanda Rainey für das The Workers' Paradise Cover
- Nick Stathopolous für das Rhinemonn Cover
- Eleanor Clark für die ASIM #30 Illustrationen

Best Fan Writer
- Alexandra Pierce für Last Short Story on Earth für Rezensionen in ASiF!
- Shane Jiraiya Cummings für Horrorscope
- Grant Watson für sein Livejournal
- Robert Hood für seine Filmbesprechungen

Best Fan Art
- Exterminate! Dalek Postcards – Kathryn Linge
- Nights Edge Convention Poster – John Parker

Best Fan Production
- 2007 Snap Shot Project – Interviews mit Mitgliedern der australischen SF-Szene von Alisa Krasnostein, Ben Payne, Alexandra Pierce, Tansy Rayner Roberts, Katherine Linge, Kaaron Warren und Rosie Clark
- Inkspillers Website – Tony Plank
- The Liminal Kurzfilm – Regie Claire McKenna
- Daikaju Limerick Competition – Robert Hood auf seiner website
- Talking Squid Website – Chris Lawson

Best Fanzine
- The Australian Science Fiction Bullsheet, Ted Scribner und Edwina Harvey (Hrsg.)
- Not If You Were the Last Short Story on Earth, Alisa Krasnostein, Ben Payne, Alexandra Pierce, Tansy Rayner Roberts (Hrsg.)
- Steam Engine Time, Bruce Gillespie (Hrsg.)
- Horrorscope, Shane Jiraiya Cummings (Hrsg.)

Best Professional Achievement
- Gary Kemble für seine Beiträge in Articulate und ABC news online
- Russell B. Farr für Ticonderoga Publications
- Jonathan Strahan für The Jack Vance Treasury, The Best Science Fiction and Fantasy of the Year, Best Short Novels of 2007, The New Space Opera, Ascendancies: The Best of Bruce Sterling und Eclipse One: New Science Fiction and Fantasy
- Andromeda Spaceways Publishing Co-Operative Ltd für 5 Ausgaben 2007
- Jonathan Strahan, Garth Nix, Deb Biancotti und Trevor Stafford für den neuen Australian Fantasy and SF Katalog

Best Fan Achievement
- Alisa Krasnostein für ASiF! Australian Speculative Fiction in Focus
- Marty Young für seine Arbeit als Präsident der Australian Horror Writers Association
- John Parker, Sarah Parker und Sarah Xu für die Night's Edge Convention
- Sarah Xu für die CyPEC Cyber-feminist Conference, abgehalten als Teil der Night's Edge Convention

Best New Talent
- Angela Slatter
- Jason Nahrung
- Nathan Burrage
- Tehani Wessely
- David Conyers

William Atheling Jr Award
- Ian Nichols für Seriatem, Seriatum, omnia Seriatem (Andromeda Spaceways Inflight Magazine #30, Hrsg. Robbie Matthews)
- Tansy Rayner Roberts und Alexandra Pierce für die Rezension von Elizabeth Bears New Amsterdam (Podcast #2 in ASiF!)
- Jonathan Strahan für sein Editorial für The New Space Opera (The New Space Opera, HarperCollins Australia)
- Grant Watson für The Bad Film Diaries (Borderlands #9)
- Ben Peek für seine Aurealis Awards Shortlist Feature-Artikel (ASiF!)
- Shane Jiraiya Cummings für Rezension von David Conyers und John Sunseris The Spiraling Worm (Horrorscope)
- Ian Nichols für The Shadow Thief (The West Australian Weekend Magazine, 22. September 2007)

### 2009: Conjecture, Adelaide
Best Novel
- Hal Spacejock: No Free Lunch, Simon Haynes
- Daughter of Moab, Kim Westwood
- Earth Ascendant, Sean Williams
- Fivefold, Nathan Burrage
- How to Ditch Your Fairy, Justine Larbalestier
- Tender Morsels, Margo Lanagan

Best Novella/Novelette
- Creeping in Reptile Flesh, Robert Hood
- Soft Viscosity, David Conyers
- Angel Rising, Dirk Flinthart
- Night Heron’s Curse, Thoraiya Dyer
- Painlessness, Kirstyn McDermott

Best Short Story
- The Goosle, Margo Lanagan
- This Is Not My Story, Dirk Flinthart
- Pale Dark Soldier, Deborah Biancotti
- Sammarynda Deep, Cat Sparks
- Her Collection of Intimacy, Paul Haines
- Ass-Hat Magic Spider, Scott Westerfeld
- Moments of Dying, Robert Hood

Best Collected Work
- Black: Australian Dark Culture Magazine, Hrsg. Angela Challis
- Creeping in Reptile Flesh, Robert Hood
- 2012, Hrsg. Alisa Krasnostein und Ben Payne
- Canterbury 2100, Hrsg. Dirk Flinthart
- Midnight Echo, Hrsg. Kirstyn McDermott und Ian Mond
- Dreaming Again, Hrsg. Jack Dann
- The Starry Rift, Hrsg. Jonathan Strahan

Best Artwork
- Tales from Outer Suburbia, Shaun Tan
- The Last Realm, Book 1: Dragonscarpe, Michal Dutkiewicz
- Gallery in Black Box, Andrew McKiernan
- Aurealis #40 cover, Adam Duncan
- Creeping in Reptile Flesh cover, Cat Sparks
- 2012 Cover, Cat Sparks

Best Fan Writer
- Mark Smith-Briggs, Beiträge zu Horrorscope
- Edwina Harvey, Beiträge zu The Australian Science Fiction Bullsheet
- Chuck McKenzie, Beiträge zu Horrorscope
- Craig Bezant, Beiträge zu Horrorscope
- Brenton Tomlinson, Beiträge zu Horrorscope
- Robert Hood, Beiträge zu Undead Backbrain

Best Fan Artist
- Cat Sparks, für Scary Food Cookbook
- Anna Tambour, für Box of Noses und andere Arbeiten
- Rachel Holkner, für Gumble und andere Arbeiten
- Tansy Rayner Roberts, für Daleks are a girl’s best friend
- Andrew McKiernan, für das Gesamtwerk
- David Schembri, für das Gesamtwerk
- Nancy Lorenz, für das Gesamtwerk

Best Fan Publication in Any Medium
- ASif! (Australian Specific in Focus), Hrsg. Alisa Krasnostein und Gene Melzack
- Horrorscope, Hrsg. Shane Jiraiya Cummings et al.
- The Australian SF Bullsheet, Hrsg. Edwina Harvey und Ted Scribner
- Scary Food Cookbook, Hrsg. Cat Sparks

Best Achievement
- Angela Challis, for Black: Australian Dark Culture Magazine und Brimstone Press
- Damien Broderick, für seine Arbeit in Cosmos
- Talie Helene, für ihre Arbeit als Herausgeber von AHWA News
- James „Jocko“ Allen und KRin Pender-Gunn, für The Gunny Project: A tribute to Ian Gunn 1959-1998
- Steven Clark, für Tasmaniac Productions
- James Doig, für seine Arbeit als Herausgeber von Australian Gothic und Australian Nightmares
- Marty Young und das AHWA Committee, für die Förderung australischer Horrorliteratur durch die AHWA

Best New Talent
- Amanda Pillar
- Jason Fischer
- Peter M. Ball
- Felicity Dowker
- Gary Kemble

William Atheling Jr Award
- Kim Wilkins, für Popular genres and the Australian literary community: the case of fantasy fiction
- Shane Jiraiya Cummings, für Dark Suspense: The End of the Line
- Grant Watson, für Bad Film Diaries – Sometimes the Brand Burns: Tim Burton and the Planet of the Apes
- Robert Hood, für George A. Romero: Master of the Living Dead

### 2010: Dudcon III, Melbourne
Best Novel
- Leviathan, Scott Westerfeld (Penguin)
- Liar, Justine Larbalestier (Bloomsbury)
- World Shaker, Richard Harland (Allen & Unwin)
- Slights, Kaaron Warren (Angry Robot Books)
- Life Through Cellophane, Gillian Polack (Eneit Press)

Best Novella or Novelette
- Siren Beat, Tansy Rayner Roberts (Twelfth Planet Press)
- Black Water, David Conyers, Jupiter
- After the World: Gravesend, Jason Fischer (Black House Comics)
- Horn, Peter M. Ball (Twelfth Planet Press)
- Wives, Paul Haines, X6 (Coeur de Lion)

Best Short Story
- The Piece of Ice in Ms Windermere's Heart, Angela Slatter, New Ceres Nights (Twelfth Planet Press)
- Six Suicides, Deborah Biancotti, A Book of Endings (Twelfth Planet Press)
- Black Peter, Marty Young, Festive Fear (Tasmaniac Publications)
- Seventeen, Cat Sparks, Masques (CSFG)
- Tontine Mary, Kaaron Warren, New Ceres Nights (Twelfth Planet Press)
- Prosperine When it Sizzles, Tansy Rayner Roberts, New Ceres Nights (Twelfth Planet Press)

Best Collected Work
- The New Space Opera 2, Hrsg. Jonathan Strahan und Gardner Dozois (HarperCollins)
- New Ceres Nights, Hrsg. Alisa Krasnostein und Tehani Wessely  (Twelfth Planet Press)
- Slice Of Life, Paul Haines, Hrsg. Geoffrey Maloney (The Mayne Press)
- A Book of Endings, Deborah Biancotti, Hrsg. Alisa Krasnostein und Ben Payne (Twelfth Planet Press)
- Eclipse Three, Hrsg. Jonathan Strahan (Night Shade Books)

Best Artwork
- Cover, New Ceres Nights (Twelfth Planet Press), Dion Hamill
- Cover, The Whale's Tale (Peggy Bright Books), Eleanor Clarke
- Cover und Illustrationen, Shards: Short Sharp Tales (Brimstone Press), Andrew J. McKiernan
- Cover, Andromeda Spaceways Inflight Magazine #42, Lewis Morley
- Cover, Horn (Twelfth Planet Press), Dion Hamill
- Cover, Masques (CSFG), Mik Bennett

Best Fan Writer
- Tansy Rayner Roberts für das Gesamtwerk
- Chuck McKenzie für Beiträge in Horrorscope
- Robert Hood für Undead Backbrain
- Tehani Wessely für das Gesamtwerk
- Bruce Gillespie für Beiträge in Steam Engine Time

Best Fan Artist
- Dave Schembri für Beiträge in Midnight Echo
- Kathleen Jennings für das Gesamtwerk
- Dick Jenssen für das Gesamtwerk

Best Fan Publication in Any Medium
- Interstellar Ramjet Scoop, Hrsg. Bill Wright
- A Writer Goes on a Journey, Hrsg. Nyssa Pascoe et al.
- ASif!, edited by Alisa Krasnostein, Gene Melzack et al.
- Australian Science Fiction Bullsheet, Hrsg. Edwina Harvey und Ted Scribner
- Steam Engine Time, Hrsg. Bruce Gillespie und Janine Stinson

Best Achievement
- Alisa Krasnostein, Liz Grzyb, Tehani Wessely, Cat Sparks und Kate Williams für New Ceres Nights
- H. Gibbens für den Trailer zu Gamers' Quest
- Ruth Jenkins und Cathy Jenkins-Rutherford für das Conjecture-Kinderprogramm
- Amanda Rainey für das Cover von Siren Beat/Roadkill (Twelfth Planet Press)
- Gillian Polack et al. für das Conflux-Southern-Gothic-Bankett

Best New Talent
- Pete Kempshall
- Kathleen Jennings
- Thoraiya Dyer
- Jason Fischer
- Simon Petrie
- Christopher Green
- Peter M. Ball

William Atheling Jr Award for Criticism or Review
- Chuck McKenzie für The Dead Walk! … Into a Bookstore Near You, Eye of Fire #1 (Brimstone Press)
- Ian Mond für Rezensionen in seinem Blog
- Grant Watson für Rezensionen und Artikel in Eiga: Asian Cinema
- Helen Merrick für The Secret Feminist Cabal: a cultural history of science fiction feminisms (Aqueduct Press)

### 2011: Swancon Thirty Six | Natcon Fifty, Perth
Best Novel
- Death Most Definite, Trent Jamieson (Hachette)
- Madigan Mine, Kirstyn McDermott (Pan Macmillan)
- Power and Majesty, Tansy Rayner Roberts (Voyager)
- Stormlord Rising, Glenda Larke (Voyager)
- Walking the Tree, Kaaron Warren (Angry Robot Books)

Best Novella or Novelette
- Acception, Tessa Kum (Eneit Press)
- All the Clowns in Clowntown, Andrew J McKiernan (Brimstone Press)
- Bleed, Peter M. Ball (Twelfth Planet Press)
- Her Gallant Needs, Paul Haines (Twelfth Planet Press)
- The Company Articles of Edward Teach, Thoraiya Dyer (Twelfth Planet Press)

Best Short Story
- All the Love in the World, Cat Sparks, Sprawl (Twelfth Planet Press)
- Bread and Circuses, Felicity Dowker, Scary Kisses (Ticonderoga Publications)
- One Saturday Night With Angel, Peter M. Ball, Sprawl (Twelfth Planet Press)
- She Said, Kirstyn McDermott, Scenes From the Second Storey (Morrigan Books)
- The House of Nameless, Jason Fischer, Writers of the Future XXVI (Galaxy Press)
- The February Dragon, Angela Slatter und Lisa L. Hannett, Scary Kisses (Ticonderoga Publications)

Best Collected Work
- Baggage, Hrsg. Gillian Polack (Eneit Press)
- Macabre: A Journey through Australia’s Darkest Fears, Hrsg. Angela Challis und Marty Young (Brimstone Press)
- Scenes from the Second Storey, Hrsg. Amanda Pillar und Pete Kempshall (Morrigan Books)
- Sprawl, Hrsg. Alisa Krasnostein (Twelfth Planet Press)
- Worlds Next Door, Hrsg. Tehani Wessely (FableCroft Publishing)

Best Artwork
- Cover, The Angaelien Apocalypse/The Company Articles of Edward Teach (Twelfth Planet Press), Dion Hamill
- Cover, Australis Imaginarium (FableCroft Publishing), Shaun Tan
- Cover, Dead Sea Fruit (Ticonderoga Publications), Olga Read
- Cover, Savage Menace and Other Poems of Horror (P'rea Press), Andrew J McKiernan
- The Lost Thing Kurzfilm (Passion Pictures), Andrew Ruhemann und Shaun Tan

Best Fan Writer
- Robert Hood, für Undead Backbrain
- Chuck McKenzie, für Beiträge in Horrorscope
- Alexandra Pierce, für das Gesamtwerk einschließlich seiner Rezensionen in Australian Speculative Fiction in Focus
- Tehani Wessely, für das Gesamtwerk einschließlich der Rezensionen in Australian Speculative Fiction in Focus

Best Fan Artist
- Rachel Holkner, für die Continuum 6 Props
- Dick Jenssen, für das Interstellar Ramjet Scoop Cover
- Amanda Rainey, für das Swancon 36 Logo

Best Fan Publication in Any Medium
- Australian Speculative Fiction in Focus, Hrsg. Alisa Krasnostein et al.
- Bad Film Diaries podcast, Grant Watson
- Galactic Suburbia podcast, Alisa Krasnostein, Tansy Rayner Roberts und Alex Pierce
- Terra Incognita podcast, Keith Stevenson
- The Coode Street podcast, Gary K. Wolfe und Jonathan Strahan
- The Writer and the Critic podcast, Kirstyn McDermott und Ian Mond

Best Achievement
- Lisa L. Hannett, Cover von The Girl With No Hands and Other Tales (Ticonderoga Publications)
- Helen Merrick und Andrew Milner, Academic Stream für Aussiecon 4
- Amanda Rainey, Cover von Scary Kisses (Ticonderoga Publications)
- Kyla Ward, Horror Stream und The Nightmare Ball für Aussiecon 4
- Grant Watson und Sue Ann Barber, Media Stream für Aussiecon 4
- Alisa Krasnostein, Kathryn Linge, Rachel Holkner, Alexandra Pierce, Tansy Rayner Roberts und Tehani Wessely, Snapshot 2010

Best New Talent
- Thoraiya Dyer
- Lisa L. Hannett
- Patty Jansen
- Kathleen Jennings
- Pete Kempshall

William Atheling Jr Award for Criticism or Review
- Leigh Blackmore, für Marvels and Horrors: Terry Dowling's Clowns at Midnight in 21st Century Gothic (Scarecrow Press)
- Damien Broderick, für die Herausgabe von Skiffy and Mimesis: More Best of Australian Science Fiction Review (Wildside Press)
- Ross Murray, für The Australian Dream Becomes Nightmare – Visions of Suburbia in Australian Science Fiction in Andromeda Spaceways Inflight Magazine 44.
- Tansy Rayner Roberts, für A Modern Woman’s Guide to Classic Who

### 2012, Continuum 8: Craftonomicon, Melbourne
Best Novel
- Debris (The Veiled Worlds 1), Jo Anderton (Angry Robot)
- Burn Bright, Marianne de Pierres (Random House Australia)
- The Shattered City (Creature Court 2), Tansy Rayner Roberts (HarperCollins)
- Mistification, Kaaron Warren (Angry Robot)
- The Courier's New Bicycle, Kim Westwood (HarperCollins)

Best Novella or Novelette
- And the Dead Shall Outnumber the Living, Deborah Biancotti (Ishtar)
- Above, Stephanie Campisi (Above/Below)
- The Past is a Bridge Best Left Burnt, Paul Haines (The Last Days of Kali Yuga)
- Below, Ben Peek (Above/Below)
- Julia Agrippina’s Secret Family Bestiary, Tansy Rayner Roberts (Love and Romanpunk)
- The Sleeping and the Dead, Cat Sparks (Ishtar)

Best Short Story
- Bad Power, Deborah Biancotti (Bad Power)
- Breaking the Ice, Thoraiya Dyer (Cosmos 37)
- The Last Gig of Jimmy Rucker, Martin Livings & Talie Helene (More Scary Kisses)
- The Patrician, Tansy Rayner Roberts (Love and Romanpunk)
- Alchemy, Lucy Sussex (Thief of Lives)
- All You Can Do Is Breathe, Kaaron Warren (Blood and Other Cravings)

Best Collected Work
- Bad Power, Deborah Biancotti (Twelfth Planet)
- The Last Days of Kali Yuga, Paul Haines (Brimstone)
- Nightsiders, Sue Isle (Twelfth Planet)
- Ishtar, Amanda Pillar & K.V. Taylor, Hrsg. (Gilgamesh)
- Love and Romanpunk, Tansy Rayner Roberts (Twelfth Planet)

Best Artwork
- Finishing School, Kathleen Jennings, in Steampunk!: An Anthology of Fantastically Rich and Strange Stories (Candlewick)
- Cover für The Freedom Maze (Small Beer), Kathleen Jennings

Best Fan Writer
- Bruce Gillespie, für das Gesamtwerk einschließlich The Golden Age of Fanzines is Now, und SF Commentary 81 & 82
- Robin Pen, für The Ballad of the Unrequited Ditmar
- Alexandra Pierce, für das Gesamtwerk einschließlich Rezensionen in Australian Speculative Fiction in Focus, Not If You Were The Last Short Story On Earth, und Randomly Yours, Alex
- Tansy Rayner Roberts, für das Gesamtwerk einschließlich Rezensionen in Australian Speculative Fiction in Focus, und Not If You Were The Last Short Story On Earth
- Sean Wright, für das Gesamtwerk einschließlich der Authors and Social Media-Kolumne in Adventures of a Bookonaut

Best Fan Artist
- Rebecca Ing, für Beiträge zu Scape
- Kathleen Jennings, für Beiträge zu Errantry, einschließlich The Dalek Game
- Dick Jenssen, für das Gesamtwerk einschließlich Beiträgen in IRS, Steam Engine Time, SF Commentary und Scratchpad
- Lisa Rye, für Steampunk Portal
- Rhianna Williams, Beiträge zum Programmheft der Nullas Anxietas Convention

Best Fan Publication in Any Medium
- SF Commentary, Hrsg. Bruce Gillespie
- Galactic Chat Podcast, Alisa Krasnostein, Tansy Rayner Roberts & Sean Wright
- Galactic Suburbia Podcast, Alisa Krasnostein, Tansy Rayer Roberts, & Alex Pierce
- The Writer and the Critic Podcast, Kirstyn McDermott & Ian Mond
- The Coode Street Podcast, Gary K. Wolfe & Jonathan Strahan

Best New Talent
- Joanne Anderton
- Alan Baxter
- Steve Cameron

William Atheling Jr. Award for Criticism or Review
- Russell Blackford, für Currently reading: Jonathan Strange and Mr. Norrell by Susanna Clarke, in Metamagician and the Hellfire Club
- Damien Broderick & Van Ikin, für die Herausgabe von Warriors of the Tao: The Best of Science Fiction: A Review of Speculative Literature
- Liz Grzyb & Talie Helene, für 2010: The Year in Review, in The Year’s Best Australian Fantasy and Horror 2010
- David McDonald, Tansy Rayner Roberts & Tehani Wessely, für Reviewing New Who, in A Conversational Life
- Alexandra Pierce & Tehani Wessely, für Rezensionen der Vorkosigan Saga, in Randomly Yours, Alex

### 2013, Conflux 9, Canberra
Best Novel
- Sea Hearts, Margo Lanagan (Allen & Unwin)
- Bitter Greens, Kate Forsyth (Random House Australia)
- Suited (The Veiled Worlds 2), Jo Anderton (Angry Robot)
- Salvage, Jason Nahrung (Twelfth Planet Press)
- Perfections, Kirstyn McDermott (Xoum)
- The Corpse-Rat King, Lee Battersby (Angry Robot)

Best Novella or Novelette
- Flight 404, Simon Petrie, in Flight 404/The Hunt for Red Leicester (Peggy Bright Books)
- Significant Dust, Margo Lanagan, in Cracklescape (Twelfth Planet Press)
- Sky, Kaaron Warren, in Through Splintered Walls (Twelfth Planet Press)

Best Short Story
- Sanaa’s Army, Joanne Anderton, in Bloodstones (Ticonderoga Publications)
- The Wisdom of Ants, Thoraiya Dyer, in Clarkesworld 75
- The Bone Chime Song, Joanne Anderton, in Light Touch Paper Stand Clear (Peggy Bright Books)
- Oracle’s Tower, Faith Mudge, in To Spin a Darker Stair (FableCroft Publishing)

Best Collected Work
- Cracklescape von Margo Lanagan, Hrsg. Alisa Krasnostein (Twelfth Planet Press)
- Epilogue, Hrsg. Tehani Wessely (FableCroft Publishing)
- Through Splintered Walls by Kaaron Warren, Hrsg. Alisa Krasnostein (Twelfth Planet Press)
- Light Touch Paper Stand Clear, Hrsg. Edwina Harvey und Simon Petrie (Peggy Bright Books)
- Midnight and Moonshine von Lisa L. Hannett und Angela Slatter, Hrsg. Russell B. Farr (Ticonderoga Publications)
- The Year’s Best Australian Fantasy and Horror 2011, Hrsg. Liz Grzyb und Talie Helene (Ticonderoga Publications)

Best Artwork
- Cover, Nick Stathopoulos, für Andromeda Spaceways Inflight Magazine 56 (ASIM Collective)
- Cover, Kathleen Jennings, für Midnight and Moonshine (Ticonderoga Publications)
- Illustrationen, Adam Browne, für Pyrotechnicon (Coeur de Lion Publishing)
- Cover und Illustrationen, Kathleen Jennings, für To Spin a Darker Stair (FableCroft Publishing)
- Cover, Les Petersen, für Light Touch Paper Stand Clear (Peggy Bright Books)

Best Fan Writer
- Alex Pierce, für das Gesamtwerk einschließlich Rezensionen in Australian Speculative Fiction in Focus
- Tansy Rayner Roberts, für das Gesamtwerk einschließlich Rezensionen in Not If You Were The Last Short Story On Earth
- Grant Watson, für das Gesamtwerk einschließlich the Who50 series in The Angriest
- Sean Wright, für das Gesamtwerk einschließlich Rezensionen in Adventures of a Bookonaut

Best Fan Artist
- Kathleen Jennings, für das Gesamtwerk einschließlich The Dalek Game und The Tamsyn Webb Sketchbook

Best Fan Publication in Any Medium
- The Writer and the Critic, Kirstyn McDermott und Ian Mond
- Galactic Suburbia, Alisa Krasnostein, Tansy Rayner Roberts, und Alex Pierce
- Antipodean SF, Ion Newcombe
- The Coode Street Podcast, Jonathan Strahan und Gary K. Wolfe
- Snapshot 2012, Alisa Krasnostein, Kathryn Linge, David McDonald, Helen Merrick, Ian Mond, Jason Nahrung et al.
- Australian Speculative Fiction in Focus, Alisa Krasnostein, Tehani Wessely et al.
- Galactic Chat, Alisa Krasnostein, Tansy Rayner Roberts, und Sean Wright

Best New Talent
- David McDonald
- Faith Mudge
- Steve Cameron
- Stacey Larner

William Atheling Jr Award for Criticism or Review
- Alisa Krasnostein, Kathryn Linge, David McDonald, und Tehani Wessely, für ihre Rezension zu Mira Grant’s Newsflesh, in ASIF
- Tansy Rayner Roberts, für Historically Authentic Sexism in Fantasy. Let's Unpack That., in tor.com
- David McDonald, Tansy Rayner Roberts, und Tehani Wessely, für the New Who in Conversation series
- Liz Grzyb und Talie Helene, für The Year in Review, in The Year’s Best Australian Fantasy and Horror 2011
- Rjurik Davidson, für An Illusion in the Game for Survival, Rezension von Reamde von Neal Stephenson, in The Age

### 2014, Continuum X, Melbourne
Best Novel
- Ink Black Magic, Tansy Rayner Roberts (FableCroft Publishing)
- Fragments of a Broken Land: Valarl Undead, Robert Hood (Wildside Press)
- The Beckoning, Paul Collins (Damnation Books)
- Trucksong, Andrew Macrae (Twelfth Planet Press)
- The Only Game in the Galaxy (The Maximus Black Files 3), Paul Collins (Ford Street Publishing)

Best Novella or Novelette
- Prickle Moon, Juliet Marillier, in Prickle Moon (Ticonderoga Publications)
- The Year of Ancient Ghosts, Kim Wilkins, in The Year of Ancient Ghosts (Ticonderoga Publications)
- By Bone-Light, Juliet Marillier, in Prickle Moon (Ticonderoga Publications)
- The Home for Broken Dolls, Kirstyn McDermott, in Caution: Contains Small Parts (Twelfth Planet Press)
- What Amanda Wants, Kirstyn McDermott, in Caution: Contains Small Parts (Twelfth Planet Press)

Best Short Story
- Mah Song, Joanne Anderton, in The Bone Chime Song and Other Stories (FableCroft Publishing)
- Air, Water and the Grove, Kaaron Warren, in The Lowest Heaven (Jurassic London)
- Seven Days in Paris, Thoraiya Dyer, in Asymmetry (Twelfth Planet Press)
- Scarp, Cat Sparks, in The Bride Price (Ticonderoga Publications)
- Not the Worst of Sins, Alan Baxter, in Beneath Ceaseless Skies 133 (Firkin Press)
- Cold White Daughter, Tansy Rayner Roberts, in One Small Step (FableCroft Publishing)

Best Collected Work
- The Back of the Back of Beyond, Edwina Harvey, Hrsg. Simon Petrie (Peggy Bright Books)
- Asymmetry, Thoraiya Dyer, Hrsg. Alisa Krasnostein (Twelfth Planet Press)
- Caution: Contains Small Parts, Kirstyn McDermott, Hrsg. Alisa Krasnostein (Twelfth Planet Press)
- The Bone Chime Song and Other Stories, Joanne Anderton, Hrsg. Tehani Wesseley (FableCroft Publishing)
- The Bride Price, Cat Sparks, Hrsg. Russell B. Farr (Ticonderoga Publications)

Best Artwork
- Cover, Eleanor Clarke, für The Back of the Back of Beyond von Edwina Harvey (Peggy Bright Books)
- Illustrations, Kathleen Jennings, für Eclipse Online (Nightshade Books)
- Cover, Shauna O’Meara, für Next, Hrsg. Simon Petrie und Rob Porteous (CSFG Publishing)
- Cover, Cat Sparks, für The Bride Price von Cat Sparks (Ticonderoga Publications)
- Rules of Summer, Shaun Tan (Hachette Australia)
- Cover, Pia Ravenari, für Prickle Moon von Juliet Marillier (Ticonderoga Publications)

Best Fan Writer
- Tsana Dolichva, für das Gesamtwerk, einschließlich Rezensionen und Interviews in Tsana's Reads and Reviews
- Sean Wright, für das Gesamtwerk, einschließlich Rezensionen in Adventures of a Bookonaut
- Grant Watson, für das Gesamtwerk, einschließlich Rezensionen in The Angriest
- Foz Meadows, für das Gesamtwerk, einschließlich Rezensionen in Shattersnipe: Malcontent & Rainbows
- Alexandra Pierce, für das Gesamtwerk, einschließlich Rezensionen in Randomly Yours, Alex
- Tansy Rayner Roberts, für das Gesamtwerk, einschließlich Essays und Rezensionen auf www.tansyrr.com

Best Fan Artist
- Nalini Haynes, für das Gesamtwerk, einschließlich Defender of the Faith, The Suck Fairy, Doctor Who vampire und The Last Cyberman in Dark Matter
- Kathleen Jennings, für das Gesamtwerk, einschließlich Illustration Friday
- Dick Jenssen, für das Gesamtwerk, einschließlich der Cover von Interstellar Ramjet Scoop und SF Commentary

Best Fan Publication in Any Medium
- Dark Matter Zine, Nalini Haynes
- SF Commentary, Bruce Gillespie
- The Writer and the Critic, Kirstyn McDermott und Ian Mond
- Galactic Chat Podcast, Sean Wright, Alex Pierce, Helen Stubbs, David McDonald und Mark Webb
- The Coode Street Podcast, Gary K. Wolfe und Jonathan Strahan
- Galactic Suburbia, Alisa Krasnostein, Alex Pierce, und Tansy Rayner Roberts

Best New Talent
- Michelle Goldsmith
- Zena Shapter
- Faith Mudge
- Jo Spurrier
- Stacey Larner

William Atheling Jr Award for Criticism or Review
- Rezensionen in Randomly Yours, Alex, Alexandra Pierce
- Things Invisible: Human and Ab-Human in Two of Hodgson's Carnacki stories, Leigh Blackmore, in Sargasso: The Journal of William Hope Hodgson Studies #1 Hrsg. Sam Gafford (Ulthar Press)
- Galactic Suburbia Episode 87: Saga Spoilerific Book Club, Alisa Krasnostein, Alex Pierce, und Tansy Rayner Roberts
- Reviewing New Who-Rezensionen, David McDonald, Tansy Rayner Roberts, und Tehani Wessely
- A Puppet's Parody of Joy: Dolls, Puppets and Mannikins as Diabolical Other, Leigh Blackmore, in Ramsey Campbell: Critical Essays on the Master of Modern Horror, Hrsg. Gary William Crawford (Scarecrow Press)
- That was then, this is now: how my perceptions have changed, George Ivanoff, in Doctor Who and Race, Hrsg. Lindy Orthia (Intellect Books)

### 2015, Swancon 40, Perth
Best Novel
- The Lascar's Dagger, Glenda Larke (Hachette)
- Bound (Alex Caine 1), Alan Baxter (Voyager)
- Clariel, Garth Nix (HarperCollins)
- Thief's Magic (Millennium's Rule 1), Trudi Canavan (Hachette Australia)
- The Godless (Children 1), Ben Peek (Tor UK)

Best Novella or Novelette
- The Ghost of Hephaestus, Charlotte Nash, in Phantazein (FableCroft Publishing)
- The Legend Trap, Sean Williams, in Kaleidoscope (Twelfth Planet Press)
- The Darkness in Clara, Alan Baxter, in SQ Mag 14 (IFWG Publishing Australia)
- St Dymphna's School for Poison Girls, Angela Slatter, in Review of Australian Fiction, Volume 9, Issue 3 (Review of Australian Fiction)
- The Female Factory, Lisa L. Hannett und Angela Slatter, in The Female Factory (Twelfth Planet Press)
- Escapement, Stephanie Gunn, in Kisses by Clockwork (Ticonderoga Publications)

Best Short Story
- Bahamut, Thoraiya Dyer, in Phantazein (FableCroft Publishing)
- Vanilla, Dirk Flinthart, in Kaleidoscope (Twelfth Planet Press)
- Cookie Cutter Superhero, Tansy Rayner Roberts, in Kaleidoscope(Twelfth Planet Press)
- The Seventh Relic, Cat Sparks, in Phantazein (FableCroft Publishing)
- Signature, Faith Mudge, in Kaleidoscope (Twelfth Planet Press)

Best Collected Work
- Kaleidoscope, Hrsg. Alisa Krasnostein und Julia Rios (Twelfth Planet Press)
- The Year's Best Australian Fantasy and Horror 2013, Hrsg. Liz Grzyb und Talie Helene (Ticonderoga Publications)
- Phantazein, Hrsg. Tehani Wessely (FableCroft Publishing)

Best Artwork
- Illustrations, Kathleen Jennings, in Black-Winged Angels (Ticonderoga Publications)
- Cover, Kathleen Jennings, of Phantazein (FableCroft Publishing)
- Illustrations, Kathleen Jennings, in The Bitterwood Bible and Other Recountings (Tartarus Press)

Best Fan Writer
- Tansy Rayner Roberts, für das Gesamtwerk
- Tsana Dolichva, für das Gesamtwerk
- Bruce Gillespie, für das Gesamtwerk
- Katharine Stubbs, für das Gesamtwerk
- Alexandra Pierce für das Gesamtwerk
- Grant Watson, für das Gesamtwerk
- Sean Wright, für das Gesamtwerk

Best Fan Artist
- Nalini Haynes, für das Gesamtwerk, einschließlich Interstellar Park Ranger Bond, Jaime Bond, Gabba and Slave Lay-off: Star Wars explains Australian politics, The Driver, und Unmasked in Dark Matter Zine
- Kathleen Jennings, für das Gesamtwerk, einschließlich Fakecon und Illustration Friday
- Nick Stathopoulos, für das Filmplakat von It Grows!

Best Fan Publication in Any Medium
- Snapshot 2014, Tsana Dolichva, Nick Evans, Stephanie Gunn, Kathryn Linge, Elanor Matton-Johnson, David McDonald, Helen Merrick, Jason Nahrung, Ben Payne, Alex Pierce, Tansy Rayner Roberts, Helen Stubbs, Katharine Stubbs, Tehani Wessely, und Sean Wright
- It Grows!, Nick Stathopoulos
- Galactic Suburbia, Alisa Krasnostein, Alexandra Pierce, Tansy Rayner Roberts, und Andrew Finch
- The Writer and the Critic, Kirstyn McDermott und Ian Mond
- Galactic Chat, Sean Wright, Helen Stubbs, David McDonald, Alexandra Pierce, Sarah Parker, und Mark Webb

Best New Talent
- Helen Stubbs
- Shauna O’Meara
- Michelle Goldsmith

William Atheling Jr Award for Criticism or Review
- Rezensionen in The Angriest, Grant Watson
- Eddings Reread-Reihe, Tehani Wessely, Jo Anderton, und Alexandra Pierce, in A Conversational Life
- Rezensionen in Adventures of a Bookonaut, Sean Wright
- Does Sex Make Science Fiction Soft?, in Uncanny Magazine 1, Tansy Rayner Roberts
- Rezensionen in FictionMachine, Grant Watson
- Reviewing New Who-Reihe, David McDonald, Tansy Rayner Roberts und Tehani Wessely

### 2016, Contact2016, Brisbane
Best Novel
- The Dagger's Path, Glenda Larke (Orbit)
- Day Boy, Trent Jamieson (Text Publishing)
- Graced, Amanda Pillar (Momentum)
- Lament for the Afterlife, Lisa L. Hannett (ChiZine Publications)
- Zeroes, Scott Westerfeld, Margo Lanagan und Deborah Biancotti (Simon and Schuster)

Best Novella or Novelette
- The Cherry Crow Children of Haverny Wood, Deborah Kalin, in Cherry Crow Children (Twelfth Planet Press)
- Fake Geek Girl, Tansy Rayner Roberts, in Review of Australian Fiction, volume 14, issue 4 (Review of Australian Fiction)
- Hot Rods, Cat Sparks, in Lightspeed Science Fiction & Fantasy 58 (Lightspeed Science Fiction & Fantasy)
- The Miseducation of Mara Lys, Deborah Kalin, in Cherry Crow Children (Twelfth Planet Press)
- Of Sorrow and Such, Angela Slatter, in Of Sorrow and Such (Tor.com)
- The Wages of Honey, Deborah Kalin, in Cherry Crow Children (Twelfth Planet Press)

Best Short Story
- 2B, Joanne Anderton, in Insert Title Here (FableCroft Publishing)
- The Chart of the Vagrant Mariner, Alan Baxter, in Fantasy & Science Fiction, Jan/Feb 2015 (Fantasy & Science Fiction)
- A Hedge of Yellow Roses, Kathleen Jennings, in Hear Me Roar (Ticonderoga Publications)
- Look how cold my hands are, Deborah Biancotti, in Cranky Ladies of History (FableCroft Publishing)

Best Collected Work
- Bloodlines, Amanda Pillar (Ticonderoga Publications)
- Cherry Crow Children, Deborah Kalin, Hrsg. Alisa Krasnostein (Twelfth Planet Press)
- Cranky Ladies of History, Tansy Rayner Roberts und Tehani Wessely (FableCroft Publishing)
- Letters to Tiptree, Alexandra Pierce und Alisa Krasnostein (Twelfth Planet Press)
- Peripheral Visions: The Collected Ghost Stories von Robert Hood (IFWG Publishing Australia)

Best Artwork
- Cover, Rovina Cai, für Tom, Thom (Tor.com)
- Cover, Kathleen Jennings, für Bloodlines (Ticonderoga Publications)
- Cover und Illustrationen, Kathleen Jennings, für Cranky Ladies of History (FableCroft Publishing)
- Cover, Shauna O’Meara, für The Never Never Land (CSFG Publishing)
- Illustrationen, Shaun Tan, für The Singing Bones (Allen & Unwin)

Best Fan Publication in any Medium
- The Angriest, Grant Watson
- The Coode Street Podcast, Jonathan Strahan und Gary K. Wolfe
- Galactic Suburbia, Alisa Krasnostein, Alexandra Pierce, und Tansy Rayner Roberts
- SF Commentary, Bruce Gillespie
- The Writer and the Critic, Kirstyn McDermott und Ian Mond

Best Fan Writer
- Tsana Dolichva, für das Gesamtwerk, einschließlich Rezensionen und Interviews in Tsana's Reads and Reviews
- Foz Meadows, für das Gesamtwerk, einschließlich Rezensionen in Shattersnipe: Malcontent & Rainbows
- Ian Mond, für das Gesamtwerk, einschließlich The Hysterical Hamster
- Alexandra Pierce, für das Gesamtwerk, einschließlich Rezensionen in Randomly Yours, Alex
- Katharine Stubbs, für das Gesamtwerk, einschließlich Venture Adlaxre
- Grant Watson, für das Gesamtwerk, einschließlich Rezensionen in The Angriest

Best Fan Artist
- Kathleen Jennings, für das Gesamtwerk, einschließlich Illustration Friday
- Belinda Morris, für das Gesamtwerk, einschließlich Belinda Illustrates

Best New Talent
- Rivqa Rafael
- T. R. Napper
- D. K. Mok
- Liz Barr

William Atheling Jr. Award for Criticism or Review
- Letters to Tiptree, Alexandra Pierce und Alisa Krasnostein (Twelfth Planet Press)
- Rereading the Empire Trilogy-Reihe, Tansy Rayner Roberts
- Reviewing New Who-Reihe, David McDonald, Tansy Rayner Roberts und Tehani Wessely
- Sara Kingdom dies at the end, Tansy Rayner Roberts in Companion Piece (Mad Norwegian Press)
- SF Women of the 20th Century, Tansy Rayner Roberts
- Squeeing over Supergirl, David McDonald und Tehani Wessely

### 2017: Continuum 13, Melbourne
Best Novel
- The Grief Hole, Kaaron Warren, IFWG Publishing Australia.
- The Lyre Thief, Jennifer Fallon, HarperCollins.
- Squid's Grief, D.K. Mok, D.K. Mok.
- Vigil, Angela Slatter, Jo Fletcher Books.
- The Wizardry of Jewish Women, Gillian Polack, Satalyte Publishing.

Best Novella or Novelette
- All the Colours of the Tomato, Simon Petrie, in Dimension6 9.
- By the Laws of Crab and Woman, Jason Fischer, in Review of Australian Fiction, Vol 17, Issue 6.
- Did We Break the End of the World?, Tansy Rayner Roberts, in Defying Doomsday, Twelfth Planet Press.
- Finnegan's Field, Angela Slatter, in Tor.com.
- Glass Slipper Scandal, Tansy Rayner Roberts, in Sheep Might Fly.
- Going Viral, Thoraiya Dyer, in Dimension6 8.

Best Short Story
- Flame Trees, T.R. Napper, in Asimov's Science Fiction, April/Mai 2016.
- No Fat Chicks, Cat Sparks, in In Your Face, FableCroft Publishing.
- There's No Place Like Home, Edwina Harvey, in AntipodeanSF 221.

Best Collected Work
- Crow Shine von Alan Baxter, Ticonderoga Publications.
- Defying Doomsday, Tsana Dolichva und Holly Kench, Twelfth Planet Press.
- Dreaming in the Dark, Jack Dann, PS Publishing.
- In Your Face, Tehani Wessely, FableCroft Publishing.

Best Artwork
- Cover und Illustrationen, Adam Browne, für The Tame Animals of Saturn, Peggy Bright Books.
- Illustrationen, Shauna O’Meara, für Lackington's 12.

Best Fan Writer
- James ‚Jocko‘ Allen, für das Gesamtwerk.
- Aidan Doyle, für das Gesamtwerk.
- Bruce Gillespie, für das Gesamtwerk.
- Foz Meadows, für das Gesamtwerk.
- Tansy Rayner Roberts, für das Gesamtwerk.

Best Fan Artist
(nicht vergeben)
- Kathleen Jennings, für das Gesamtwerk, einschließlich Illustration Friday series.

Best Fan Publication in Any Medium
- 2016 Australian SF Snapshot, Greg Chapman, Tehani Croft, Tsana Dolichva, Marisol Dunham, Elizabeth Fitzgerald, Stephanie Gunn, Ju Landéesse, David McDonald, Belle McQuattie, Matthew Morrison, Alex Pierce, Rivqa Rafael, Tansy Rayner Roberts, Helen Stubbs, Katharine Stubbs und Matthew Summers.
- The Coode Street Podcast, Jonathan Strahan und Gary K. Wolfe.
- Earl Grey Editing Services (Blog), Elizabeth Fitzgerald.
- Galactic Chat, Alexandra Pierce, David McDonald,  Sarah Parker, Helen Stubbs, Mark Webb, und Sean Wright.
- Galactic Suburbia, Alisa Krasnostein, Alex Pierce, und Tansy Rayner Roberts.
- The Writer and the Critic, Kirstyn McDermott und Ian Mond.

Best New Talent
- T R Napper
- Marlee Jane Ward

William Atheling Jr Award for Criticism or Review
- Kat Clay für Essays und Rezensionen in Weird Fiction Review
- Tehani Croft & Marisol Dunham, für Revisiting Pern: the great McCaffrey reread review series.
- Tsana Dolichva, für Rezensionen in Tsana's Reads and Reviews.
- Kate Forsyth, für The Rebirth of Rapunzel: a mythic biography of the maiden in the tower, FableCroft Publishing.
- Ian Mond, für Rezensionen, in The Hysterical Hamster.
- Alexandra Pierce, für Rezensionen, in Randomly Yours, Alex.
- Gillian Polack, für History and Fiction: Writers, their Research, Worlds and Stories, Peter Lang.

### 2018: Swancon 2018, Perth
Best Novel
- Corpselight, Angela Slatter, Hachette Australia.
- Crossroads of Canopy, Thoraiya Dyer, Tor.
- How to Bee, Bren MacDibble, Allen & Unwin.
- In the Dark Spaces, Cally Black, Hardie Grant Egmont.
- Lotus Blue, Cat Sparks, Skyhorse Publishing.

Best Novella or Novelette
- Island Green, Shauna O’Meara, in Ecopunk!, Ticonderoga Publications.
- Girl Reporter, Tansy Rayner Roberts, in Girl Reporter, Book Smugglers Publishing.
- Matters Arising from the Identification of the Body, Simon Petrie, in Matters Arising from the Identification of the Body, Peggy Bright Books.
- Monkey Business, Janeen Webb, in Ecopunk!, Ticonderoga Publications.
- My Sister's Ghost, Kate Forsyth und Kim Wilkins, in The Silver Well, Ticonderoga Publications.

Best Short Story
- A Harem of Six Legs, Edwina Harvey, in An Eclectic Collection of Stuff and Things, Peggy Bright Books.
- Mr Mycelium, Claire McKenna, in Ecopunk!, Ticonderoga Publications.
- A Pearl Beyond Price, Janeen Webb in Cthulhu Deep Down-Under Vol 1, IFWG Publishing Australia.
- Prayers to Broken Stone, Cat Sparks, in Kaleidotrope, Spring 2017.
- Trivalent, Rivqa Rafael, in Ecopunk!, Ticonderoga Publications.

Best Collected Work
- An Eclectic Collection of Stuff and Things by Edwina Harvey, Peggy Bright Books.
- Ecopunk!, Cat Sparks und Liz Grzyb, Ticonderoga Publications.
- The Silver Well, Kate Forsyth und Kim Wilkins, Ticonderoga Publications.
- Singing My Sister Down and other stories, Margo Lanagan, Allen & Unwin.

Best Artwork
- Cover, Lewis Morley, für Matters Arising from the Identification of the Body, Peggy Bright Books.
- The Grief Hole Illustrated: An Artist's Sketchbook Companion to Kaaron Warren's Supernatural Thriller, Keely Van Order, IFWG Publishing Australia.

Best Fan Publication in any Medium
- Earl Grey Editing (Blog), Elizabeth Fitzgerald.
- Galactic Suburbia, Alisa Krasnostein, Alexandra Pierce, Tansy Rayner Roberts.
- No Award (Blog), Liz Barr und Stephanie Lai.
- SF Commentary, Hrsg. Bruce Gillespie.
- The Writer and the Critic, Kirstyn McDermott und Ian Mond.

Best Fan Writer
- Elizabeth Fitzgerald, für Beiträge zu Earl Grey Editing.
- Leigh Edmonds, für Beiträge in iOTA.
- Liz Barr, für Beiträge auf No Award.
- Stephanie Lai, für Beiträge auf No Award.

Best Fan Artist
- Shauna O’Meara, für How to Bee (auf Grundlage des Romans von Bren MacDibble).

Best New Talent
- Claire G. Coleman
- Stephanie Lai

William Atheling Jr. Award for Criticism or Review
- Liz Barr, für Star Trek: Discovery Rezensionen, in No Award.
- Russell Blackford, für Science Fiction and the Moral Imagination: Visions, Minds, Ethics, Springer.
- Ambelin Kwaymullina, für Reflecting on Indigenous Worlds, Indigenous Futurisms and Artificial Intelligence, Twelfth Planet Press.
- Alexandra Pierce und Mimi Mondal, für Luminescent Threads: Connections to Octavia E. Butler, Twelfth Planet Press.
- Cat Sparks, für Science fiction and climate fiction: contemporary literatures of purpose, in Ecopunk! Speculative tales of radical futures, Ticonderoga Publications.